# Lijst van amfibieën in Brazilië

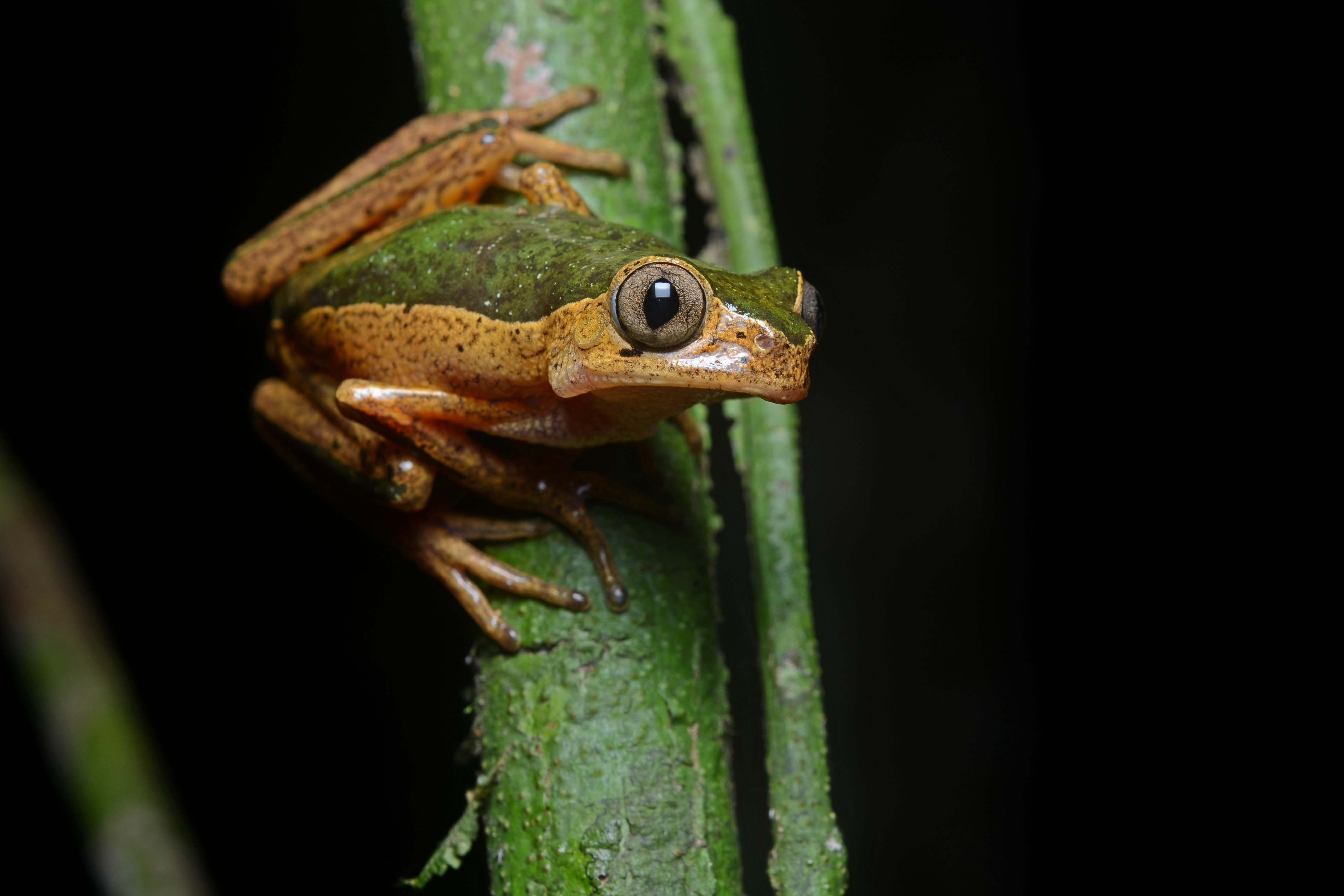
Phyllomedusa palliata

Onderstaande lijst van amfibieën in Brazilië bestaat uit 1061 in Brazilië voorkomende soorten die zijn onderverdeeld in drie ordes: de wormsalamanders (Gymnophiona), salamanders (Caudata) en kikkers (Anura). Deze lijst is ontleend aan de databank van Amphibian Species of the World, aangevuld met enkele soorten die recent zijn ontdekt door de wetenschap of waarvan de aanwezigheid in Brazilië recent is vastgesteld.

## Wormsalamanders (Gymnophiona)

### Caeciliidae
Orde: Gymnophiona.
Familie: Caeciliidae
- Caecilia albiventris Daudin, 1803
- Caecilia armata Dunn, 1942
- Caecilia gracilis Shaw, 1802
- Caecilia leucocephala Taylor, 1968
- Caecilia marcusi Wake, 1985
- Caecilia mertensi Taylor, 1973

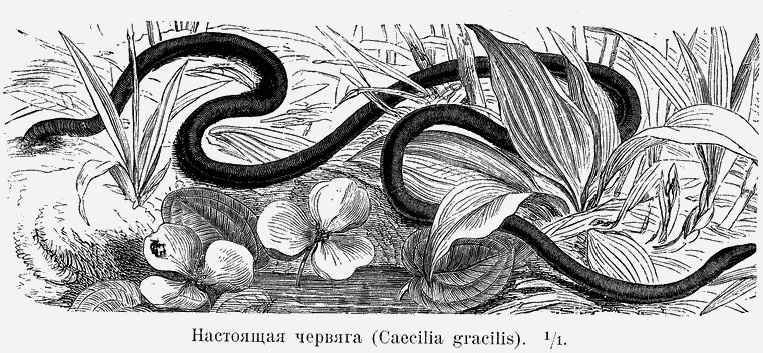
Caecilia gracilis

- Caecilia tentaculata Linnaeus, 1758
- Oscaecilia hypereumeces Taylor, 1968

### Rhinatrematidae
Orde: Gymnophiona.
Familie: Rhinatrematidae
- Epicrionops niger (Dunn, 1942)
- Rhinatrema bivittatum (Guérin-Méneville, 1838)
- Rhinatrema ron Wilkinson & Gower, 2010

### Siphonopidae
Orde: Gymnophiona.
Familie: Siphonopidae

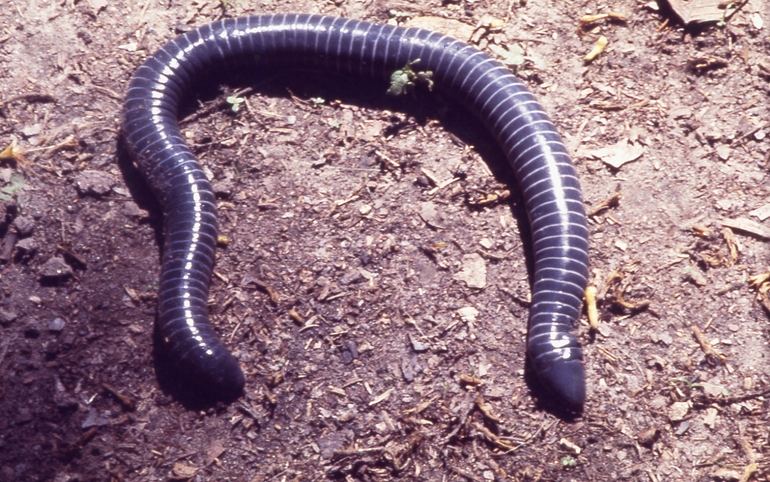
Siphonops annulatus

- Brasilotyphlus braziliensis (Dunn, 1945)
- Brasilotyphlus guarantanus Maciel, Mott, & Hoogmoed, 2009
- Luetkenotyphlus brasiliensis (Lütken, 1851)
- Microcaecilia butantan Wilkinson, Antoniazzi, & Jared, 2015
- Microcaecilia marvaleewakeae Maciel & Hoogmoed, 2013
- Microcaecilia rabei (Roze & Solano, 1963)
- Microcaecilia rochai Maciel & Hoogmoed, 2011
- Microcaecilia supernumeraria Taylor, 1969
- Microcaecilia taylori Nussbaum & Hoogmoed, 1979
- Microcaecilia trombetas Maciel & Hoogmoed, 2011
- Mimosiphonops reinhardti Wilkinson & Nussbaum, 1992
- Mimosiphonops vermiculatus Taylor, 1968
- Siphonops annulatus (Mikan, 1820)
- Siphonops hardyi Boulenger, 1888
- Siphonops insulanus Ihering, 1911
- Siphonops leucoderus Taylor, 1968
- Siphonops paulensis Boettger, 1892

### Typhlonectidae
Orde: Gymnophiona.
Familie: Typhlonectidae

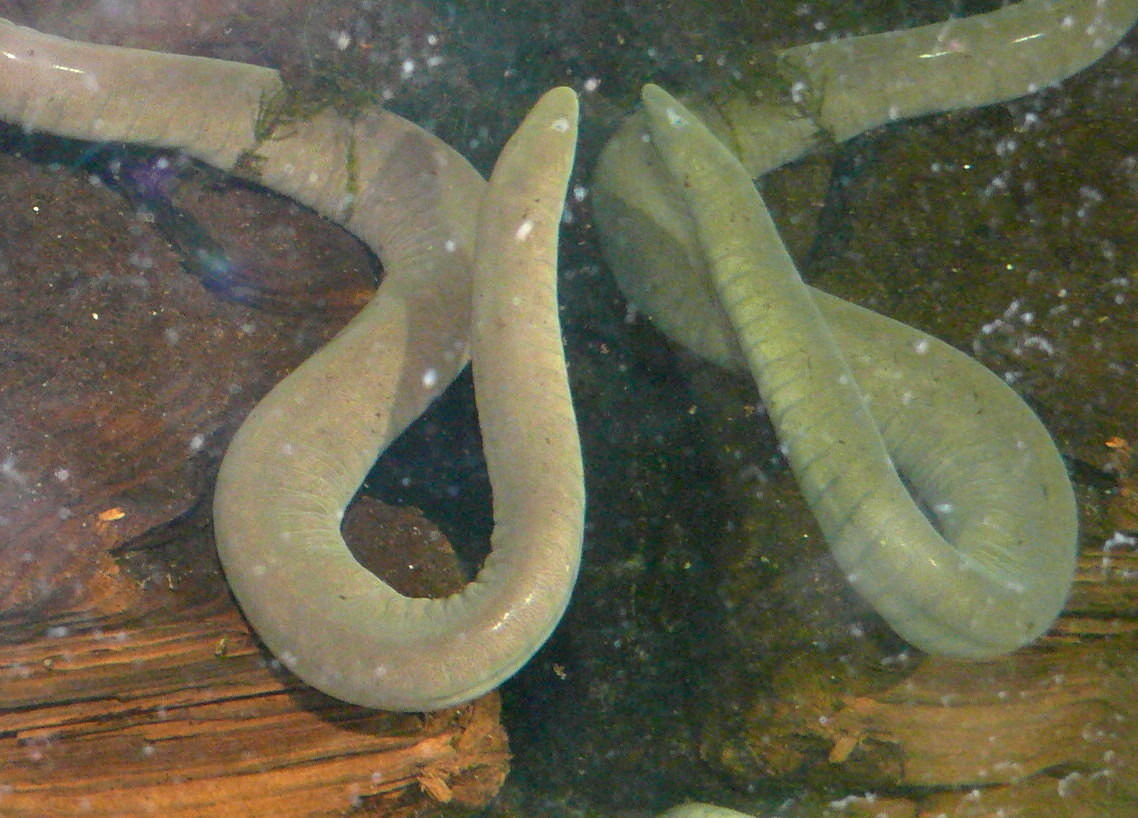
Typhlonectes compressicauda

- Atretochoana eiselti (Taylor, 1968)
- Chthonerpeton arii Cascon & Lima-Verde, 1994
- Chthonerpeton braestrupi Taylor, 1968
- Chthonerpeton exile Nussbaum & Wilkinson, 1987
- Chthonerpeton indistinctum (Reinhardt & Lütken, 1862)
- Chthonerpeton noctinectes Silva, Britto-Pereira, & Caramaschi, 2003
- Chthonerpeton perissodus Nussbaum & Wilkinson, 1987
- Chthonerpeton viviparum Parker & Wettstein, 1929
- Nectocaecilia petersii (Boulenger, 1882)
- Potamotyphlus kaupii (Berthold, 1859)
- Typhlonectes compressicauda (Duméril & Bibron, 1841)

## Salamanders (Caudata)

### Plethodontidae
Orde: Caudata.
Familie: Plethodontidae

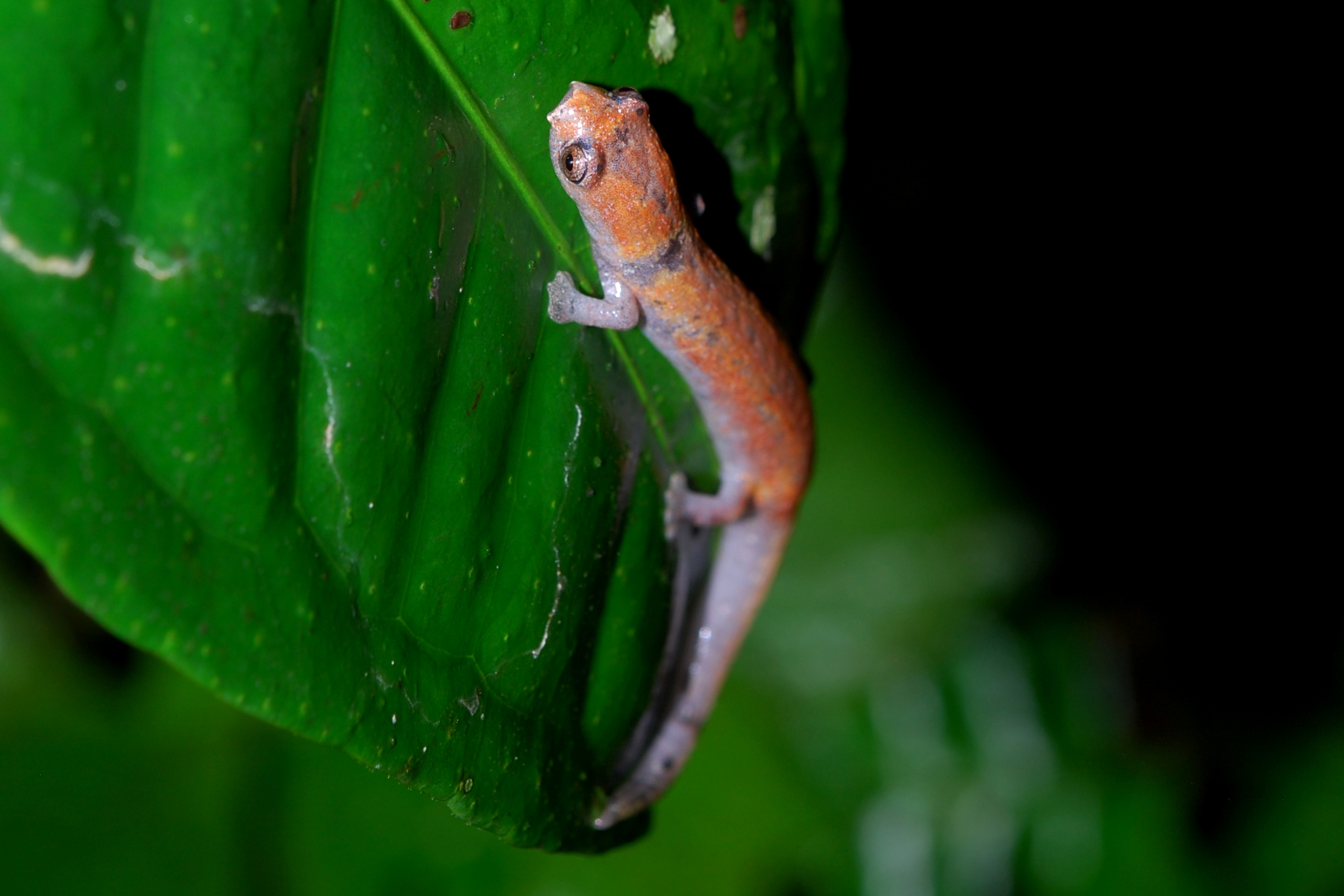
Bolitoglossa altamazonica

- Bolitoglossa altamazonica (Cope, 1874)
- Bolitoglossa caldwellae Brcko, Hoogmoed, & Neckel-Oliveira, 2013
- Bolitoglossa madeira Brcko, Hoogmoed, & Neckel-Oliveira, 2013
- Bolitoglossa paraensis (Unterstein, 1930)
- Bolitoglossa tapajonica Brcko, Hoogmoed, & Neckel-Oliveira, 2013

## Kikkers (Anura)

### Allophrynidae
Orde: Anura.
Familie: Allophrynidae

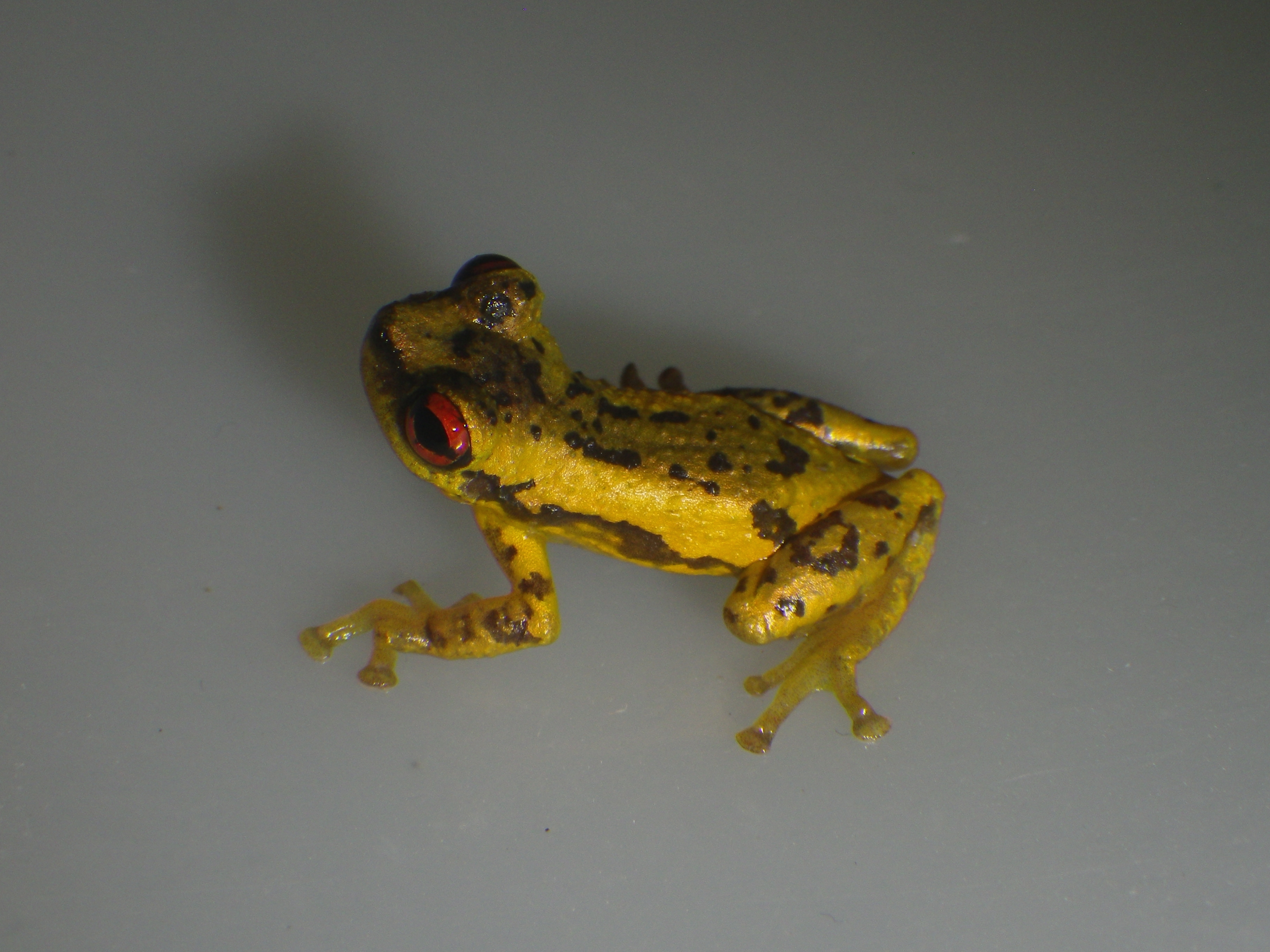
Allophryne relicta

- Allophryne relicta Caramaschi, Orrico, Faivovich, Dias, & Solé, 2013
- Allophryne resplendens Castroviejo-Fisher, Pérez-Peña, Padial, & Guayasamin, 2012
- Allophryne ruthveni Gaige, 1926

### Alsodidae
Orde: Anura.
Familie: Alsodidae

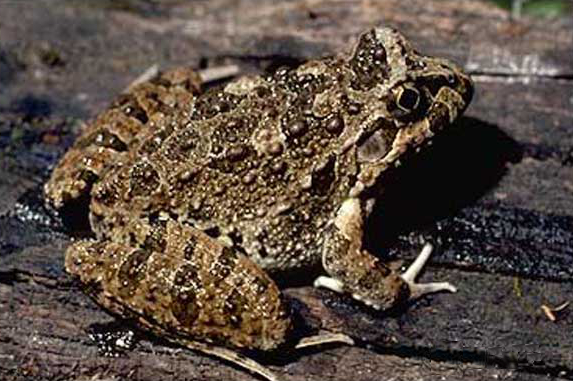
Limnomedusa macroglossa

- Limnomedusa macroglossa (Duméril & Bibron, 1841)

### Aromobatidae
Orde: Anura.
Familie: Aromobatidae
- Allobates brunneus (Cope, 1887)

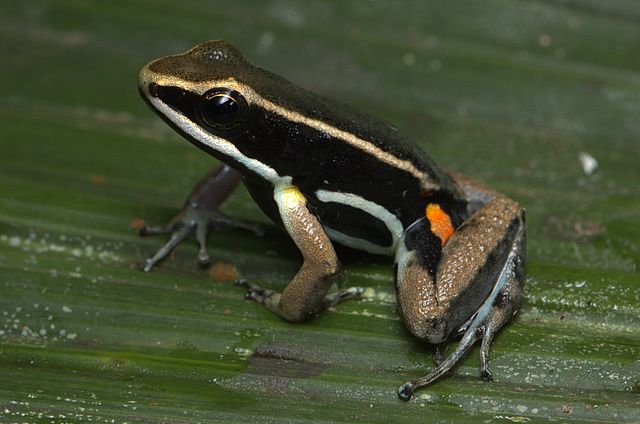
Allobates femoralis

- Allobates caeruleodactylus (Lima & Caldwell, 2001)
- Allobates conspicuus (Morales, 2002)
- Allobates crombiei (Morales, 2002)
- Allobates femoralis (Boulenger, 1884)
- Allobates flaviventris Melo-Sampaio, Souza, & Peloso, 2013
- Allobates fuscellus (Morales, 2002)
- Allobates gasconi (Morales, 2002)
- Allobates goianus (Bokermann, 1975)
- Allobates granti (Kok, MacCulloch, Gaucher, Poelman, Bourne, Lathrop, & Lenglet, 2006)
- Allobates grillisimilis Simões, Sturaro, Peloso, & Lima, 2013
- Allobates hodli Simões, Lima, & Farias, 2010
- Allobates magnussoni Lima, Simões, & Kaefer, 2014
- Allobates marchesianus (Melin, 1941)
- Allobates masniger (Morales, 2002)
- Allobates myersi (Pyburn, 1981)
- Allobates nidicola (Caldwell & Lima, 2003)
- Allobates olfersioides (Lutz, 1925)
- Allobates paleovarzensis Lima, Caldwell, Biavati, & Montanarin, 2010
- Allobates subfolionidificans (Lima, Sanchez, & Souza, 2007)
- Allobates sumtuosus (Morales, 2002)
- Allobates tapajos[2] Lima, Simões & Kaefer, 2015
- Allobates vanzolinius (Morales, 2002)
- Anomaloglossus apiau ouquet, Souza, Nunes, Kok, Curcio, Carvalho, Grant, & Rodrigues, 2015
- Anomaloglossus baeobatrachus (Boistel & Massary, 1999)
- Anomaloglossus degranvillei (Lescure, 1975)
- Anomaloglossus kaiei (Kok, Sambhu, Roopsind, Lenglet, & Bourne, 2006)
- Anomaloglossus moffetti Barrio-Amorós & Brewer-Carias, 2008
- Anomaloglossus parimae (La Marca, 1997)
- Anomaloglossus roraima (La Marca, 1997)
- Anomaloglossus stepheni (Martins, 1989)
- Anomaloglossus tamacuarensis (Myers & Donnelly, 1997)
- Anomaloglossus tepequem Fouquet, Souza, Nunes, Kok, Curcio, Carvalho, Grant, & Rodrigues, 2015

### Brachycephalidae
Orde: Anura.
Familie: Brachycephalidae

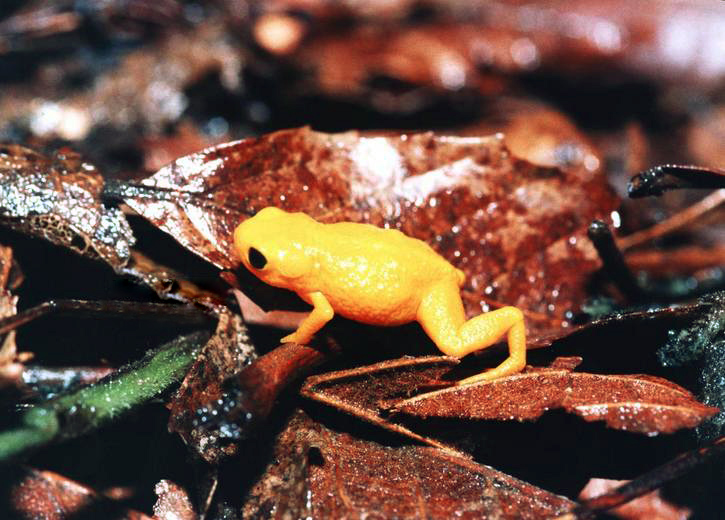
Brachycephalus ephippium

- Brachycephalus alipioi Pombal & Gasparini, 2006
- Brachycephalus atelopoide Miranda Ribeiro, 1920
- Brachycephalus auroguttatus[3] Ribeiro, Firkowski, Bornschein & Pie, 2015
- Brachycephalus boticario[3] Pie, Bornschein, Firkowski, Belmonte-Lopes & Ribeiro, 2015
- Brachycephalus brunneus Ribeiro, Alves, Haddad & Reis, 2005
- Brachycephalus bufonoides Miranda-Ribeiro, 1920
- Brachycephalus crispus[4] Clemente-Carvalho, Haddad & Dos Reis, 2014
- Brachycephalus didactylus (Izecksohn, 1971)
- Brachycephalus ephippium (Spix, 1824)
- Brachycephalus ferruginus Alves, Ribeiro, Haddad & Reis, 2006
- Brachycephalus fuscolineatus[3] Pie, Bornschein, Firkowski, Belmonte-Lopes & Ribeiro, 2015
- Brachycephalus garbeanus Miranda Ribeiro, 1920
- Brachycephalus guarani[5] Clemente-Carvalho, Giaretta, Condez, Haddad & Reis, 2012
- Brachycephalus hermogenesi (Giaretta & Sawaya, 1998)
- Brachycephalus izecksohni Ribeiro, Alves, Haddad & Reis, 2005
- Brachycephalus leopardus[3] Ribeiro, Firkowski & Pie, 2015
- Brachycephalus margaritatus Pombal & Izecksohn, 2011
- Brachycephalus mariaeterezae[3] Bornschein, Morato, Firkowski, Ribeiro & Pie, 2015
- Brachycephalus nodoterga Miranda-Ribeiro, 1920
- Brachycephalus olivaceus[3] Bornschein, Morato, Firkowski, Ribeiro & Pie, 2015
- Brachycephalus pernix Pombal, Wistuba & Bornschein, 1998
- Brachycephalus pitanga Alves, Sawaya, Reis & Haddad, 2009
- Brachycephalus pombali Alves, Ribeiro, Haddad & Reis, 2006
- Brachycephalus pulex Napoli, Caramaschi, Cruz & Dias, 2011
- Brachycephalus quiririensis[6] Pie & Ribeiro, 2015
- Brachycephalus toby Haddad, Alves, Clemente-Carvalho & Reis, 2010
- Brachycephalus tridactylus[7] Garey, Lima, Hartmann & Haddad, 2012
- Brachycephalus verrucosus[3] Ribeiro, Firkowski, Bornschein & Pie, 2015
- Brachycephalus vertebralis Pombal, 2001
- Ischnocnema abdita Canedo & Pimenta, 2010
- Ischnocnema bolbodactyla (Lutz, 1925)
- Ischnocnema concolor Targino, Costa, & Carvalho-e-Silva, 2009
- Ischnocnema epipeda (Heyer, 1984)
- Ischnocnema erythromera (Heyer, 1984)
- Ischnocnema gehrti (Miranda-Ribeiro, 1926)
- Ischnocnema gualteri (Lutz, 1974)
- Ischnocnema guentheri (Steindachner, 1864)
- Ischnocnema henselii (Peters, 1870)
- Ischnocnema hoehnei (Lutz, 1958)
- Ischnocnema holti (Cochran, 1948)
- Ischnocnema izecksohni (Caramaschi & Kisteumacher, 1989)
- Ischnocnema juipoca (Sazima & Cardoso, 1978)
- Ischnocnema karst Canedo, Targino, Leite, & Haddad, 2012
- Ischnocnema lactea (Miranda-Ribeiro, 1923)
- Ischnocnema manezinho (Garcia, 1996)
- Ischnocnema melanopygia Targino, Costa, & Carvalho-e-Silva, 2009
- Ischnocnema nasuta (Lutz, 1925)
- Ischnocnema nigriventris (Lutz, 1925)
- Ischnocnema octavioi (Bokermann, 1965)
- Ischnocnema oea (Heyer, 1984)
- Ischnocnema paranaensis (Langone & Segalla, 1996)
- Ischnocnema parva (Girard, 1853)
- Ischnocnema penaxavantinho Giaretta, Toffoli, & Oliveira, 2007
- Ischnocnema pusilla (Bokermann, 1967)
- Ischnocnema randorum (Heyer, 1985)
- Ischnocnema sambaqui (Castanho & Haddad, 2000)
- Ischnocnema spanios (Heyer, 1985)
- Ischnocnema surda Canedo, Pimenta, Leite, & Caramaschi, 2010
- Ischnocnema venancioi (Lutz, 1958)
- Ischnocnema verrucosa Reinhardt & Lütken, 1862
- Ischnocnema vizottoi Martins & Haddad, 2010

### Bufonidae
Orde: Anura.
Familie: Bufonidae

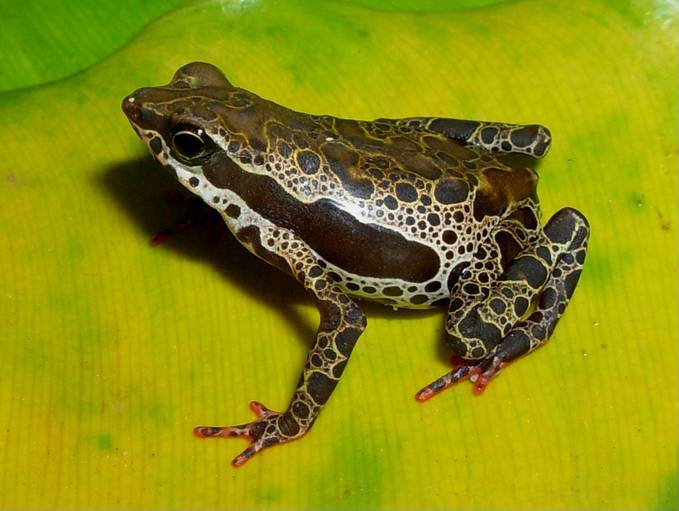
Atelopus spumarius

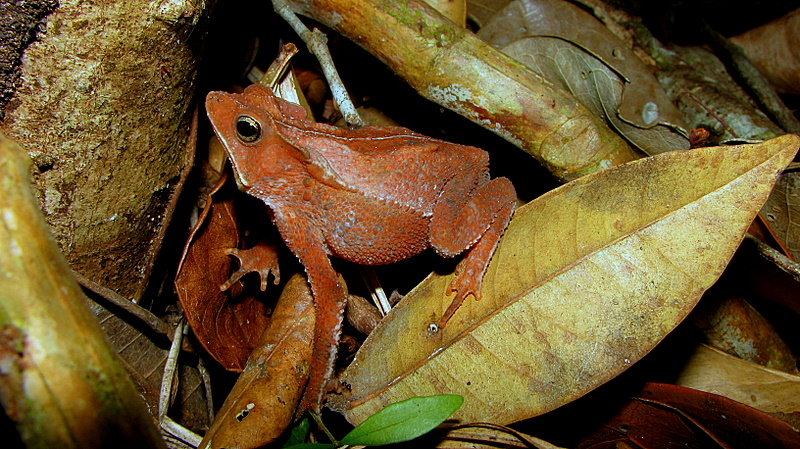
Rhinella margaritifera

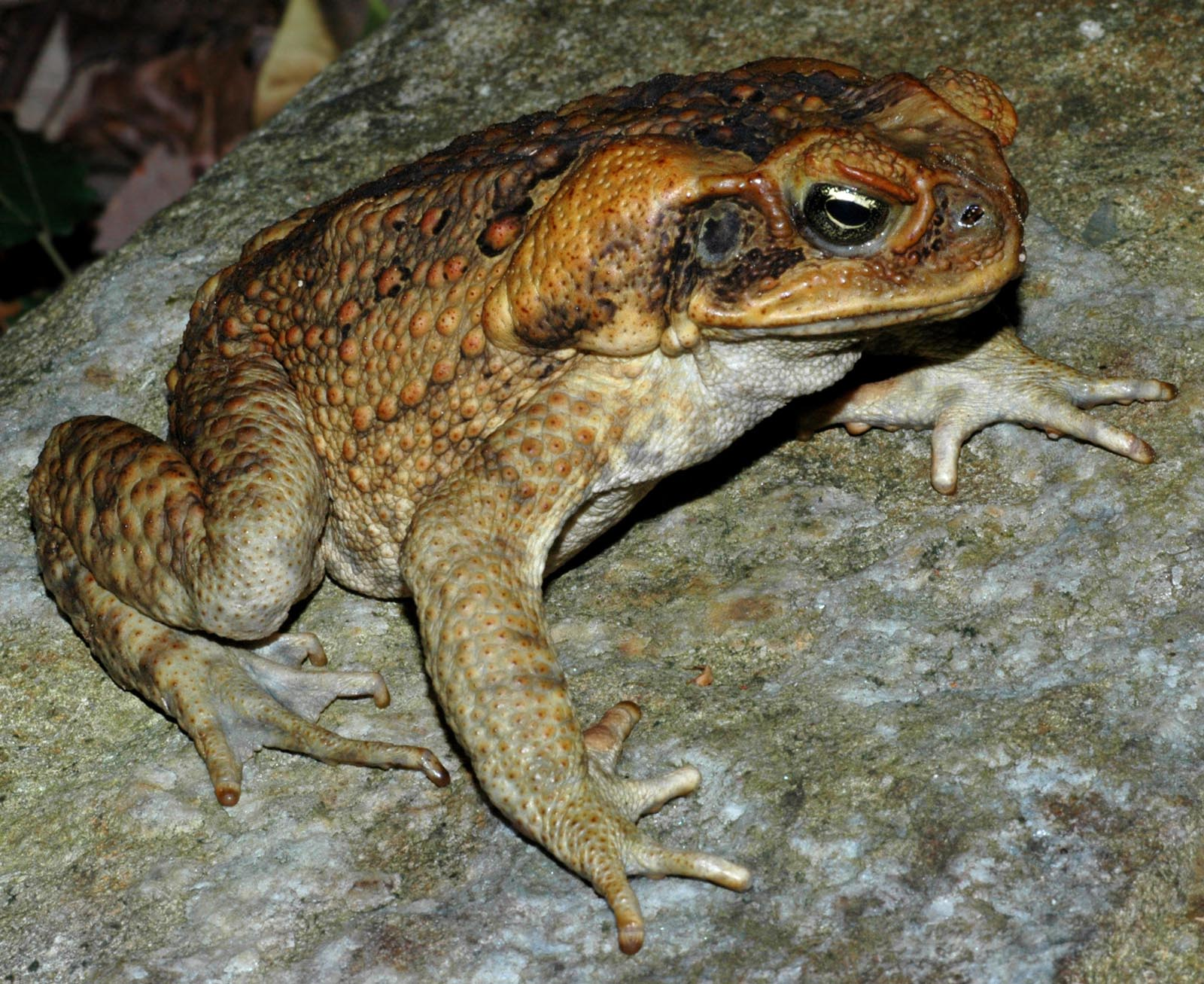
Rhinella marina

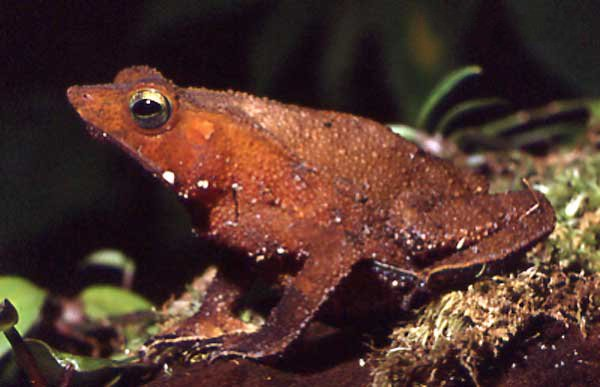
Rhinella proboscidea

- Amazophrynella bokermanni (Izecksohn, 1994)
- Amazophrynella manaos Rojas, Carvalho, Ávila, Farias, & Hrbek, 2014
- Amazophrynella minuta (Melin, 1941)
- Amazophrynella vote Ávila, Carvalho, Gordo, Kawashita-Ribeiro, & Morais, 2012
- Atelopus flavescens Duméril & Bibron, 1841
- Atelopus hoogmoedi Lescure, 1974
- Atelopus spumarius Cope, 1871
- Dendrophryniscus berthalutzae Izecksohn, 1994
- Dendrophryniscus brevipollicatus Jiménez de la Espada, 1870
- Dendrophryniscus carvalhoi Izecksohn, 1994
- Dendrophryniscus krausae Cruz & Fusinatto, 2008
- Dendrophryniscus leucomystax Izecksohn, 1968
- Dendrophryniscus oreites Recoder, Teixeira, Cassimiro, Camacho, & Rodrigues, 2010
- Dendrophryniscus organensis Carvalho-e-Silva, Mongin, Izecksohn, & Carvalho-e-Silva, 2010
- Dendrophryniscus proboscideus (Boulenger, 1882)
- Dendrophryniscus skuki Caramaschi, 2012
- Dendrophryniscus stawiarskyi Izecksohn, 1994
- Frostius erythrophthalmus Pimenta & Caramaschi, 2007
- Frostius pernambucensis (Bokermann, 1962)
- Melanophryniscus admirabilis Di-Bernardo, Maneyro, & Grillo, 2006
- Melanophryniscus alipioi Langone, Segalla, Bornschein, & de Sá, 2008
- Melanophryniscus atroluteus (Miranda-Ribeiro, 1920)
- Melanophryniscus cambaraensis Braun & Braun, 1979
- Melanophryniscus devincenzii Klappenbach, 1968
- Melanophryniscus dorsalis (Mertens, 1933)
- Melanophryniscus fulvoguttatus (Mertens, 1937)
- Melanophryniscus klappenbachi Prigioni & Langone, 2000
- Melanophryniscus macrogranulosus Braun, 1973
- Melanophryniscus montevidensis (Philippi, 1902)
- Melanophryniscus moreirae (Miranda-Ribeiro, 1920)
- Melanophryniscus pachyrhynus (Miranda-Ribeiro, 1920)
- Melanophryniscus peritus Caramaschi & Cruz, 2011
- Melanophryniscus sanmartini Klappenbach, 1968
- Melanophryniscus setiba Peloso, Faivovich, Grant, Gasparini, & Haddad, 2012
- Melanophryniscus simplex Caramaschi & Cruz, 2002
- Melanophryniscus spectabilis Caramaschi & Cruz, 2002
- Melanophryniscus tumifrons (Boulenger, 1905)
- Melanophryniscus vilavelhensis Steinbach-Padilha, 2008
- Oreophrynella macconnelli Boulenger, 1900
- Oreophrynella quelchii Boulenger, 1895
- Oreophrynella weiassipuensis Señaris, DoNascimiento, & Villarreal, 2005
- Rhaebo ecuadorensis Mueses-Cisneros, Cisneros-Heredia, & McDiarmid, 2012
- Rhaebo guttatus (Schneider, 1799)
- Rhinella abei (Baldissera, Caramaschi, & Haddad, 2004)
- Rhinella achavali (Maneyro, Arrieta, & de Sá, 2004)
- Rhinella acutirostris (Spix, 1824)
- Rhinella arenarum (Hensel, 1867)
- Rhinella azarai (Gallardo, 1965)
- Rhinella bergi (Céspedez, 2000)
- Rhinella casconi Roberto, Brito, & Thomé, 2014
- Rhinella castaneotica (Caldwell, 1991)
- Rhinella ceratophrys (Boulenger, 1882)
- Rhinella cerradensis Maciel, Brandão, Campos, & Sebben, 2007
- Rhinella cristinae (Vélez-Rodriguez & Ruiz-Carranza, 2002)
- Rhinella crucifer (Wied-Neuwied, 1821)
- Rhinella dapsilis (Myers & Carvalho, 1945)
- Rhinella diptycha (Cope, 1862)
- Rhinella dorbignyi (Duméril & Bibron, 1841)
- Rhinella fernandezae (Gallardo, 1957)
- Rhinella granulosa (Spix, 1824)
- Rhinella henseli (Lutz, 1934)
- Rhinella hoogmoedi Caramaschi & Pombal, 2006
- Rhinella icterica (Spix, 1824)
- Rhinella inopina Vaz-Silva, Valdujo, & Pombal, 2012
- Rhinella jimi (Stevaux, 2002)
- Rhinella lescurei Fouquet, Gaucher, Blanc, & Vélez-Rodriguez, 2007
- Rhinella magnussoni Lima, Menin, & Araújo, 2007
- Rhinella major (Müller & Hellmich, 1936)
- Rhinella margaritifera (Laurenti, 1768)
- Rhinella marina (Linnaeus, 1758)
- Rhinella martyi Fouquet, Gaucher, Blanc, & Vélez-Rodriguez, 2007
- Rhinella merianae (Gallardo, 1965)
- Rhinella mirandaribeiroi (Gallardo, 1965)
- Rhinella nattereri (Bokermann, 1967)
- Rhinella ocellata (Günther, 1858)
- Rhinella ornata (Spix, 1824)
- Rhinella paraguayensis Ávila, Pansonato, & Strüssmann, 2010
- Rhinella proboscidea (Spix, 1824)
- Rhinella pygmaea (Myers & Carvalho, 1952)
- Rhinella roqueana (Melin, 1941)
- Rhinella rubescens (Lutz, 1925)
- Rhinella schneideri (Werner, 1894)
- Rhinella scitula (Caramaschi & Niemeyer, 2003)
- Rhinella veredas (Brandão, Maciel, & Sebben, 2007)

### Centrolenidae
Orde: Anura.
Familie: Centrolenidae

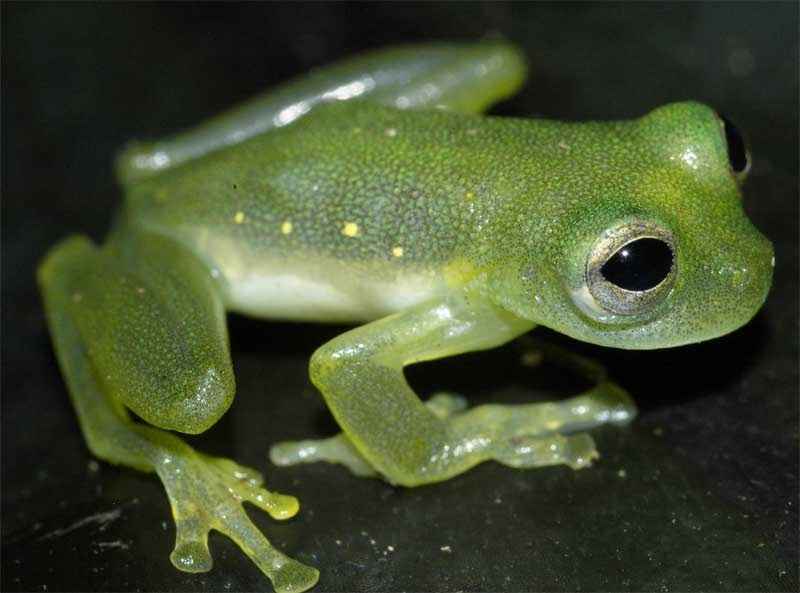
Teratohyla midas

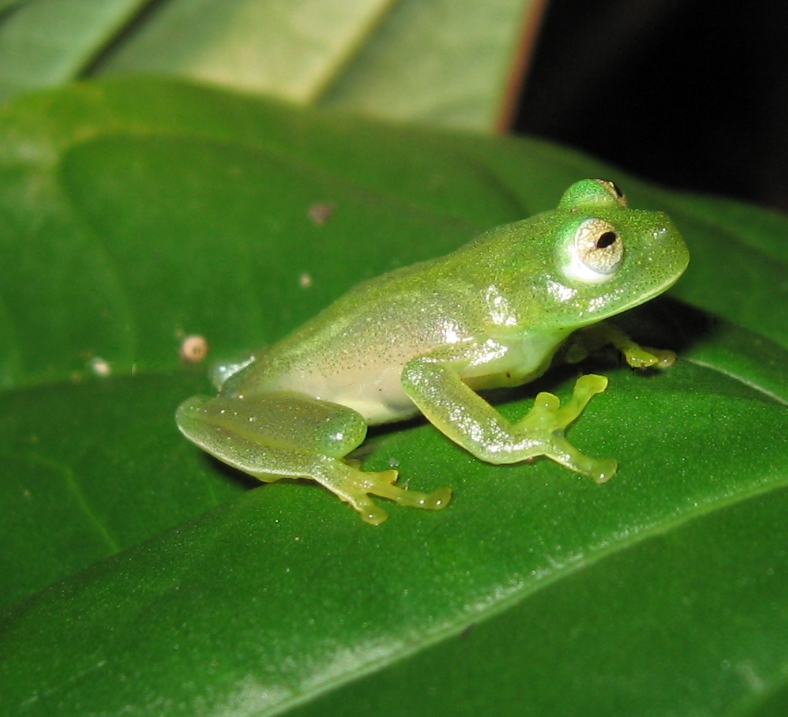
Vitreorana eurygnatha

- Teratohyla adenocheira (Harvey & Noonan, 2005)
- Teratohyla midas (Lynch & Duellman, 1973)
- Vitreorana baliomma Pontes, Caramaschi, & Pombal, 2014
- Vitreorana eurygnatha (Lutz, 1925)
- Vitreorana gorzulae (Ayarzagüena, 1992)
- Vitreorana parvula (Boulenger, 1895)
- Vitreorana ritae (Lutz, 1952)
- Vitreorana uranoscopa (Müller, 1924)
- Hyalinobatrachium cappellei Van Lidth de Jeude, 1904
- Hyalinobatrachium carlesvilai Castroviejo-Fisher, Padial, Chaparro, Aguayo-Vedia, & De la Riva, 2009
- Hyalinobatrachium iaspidiense (Ayarzagüena, 1992)
- Hyalinobatrachium taylori (Goin, 1968)

### Ceratophryidae
Orde: Anura.
Familie: Ceratophryidae
- Ceratophrys aurita (Raddi, 1823)

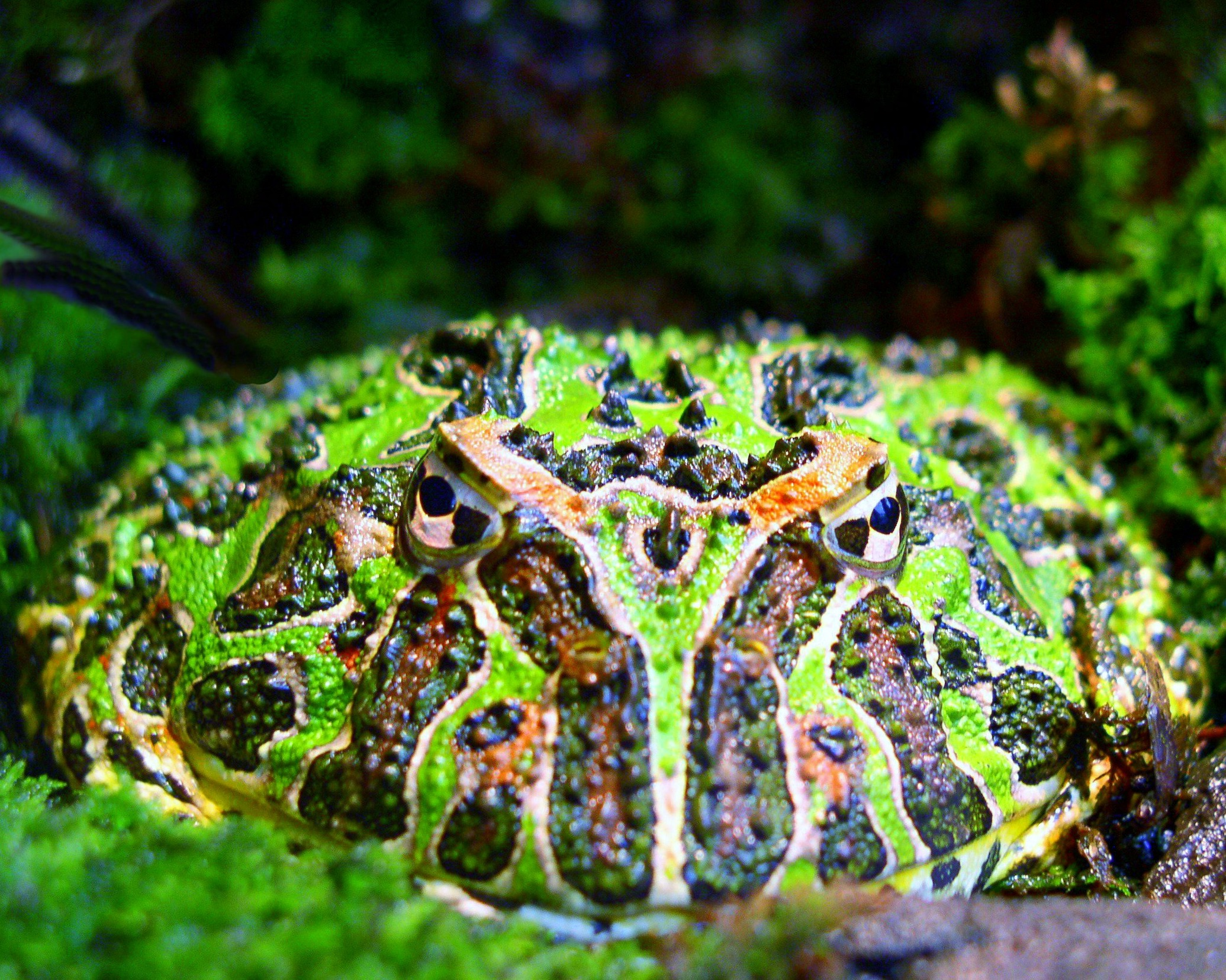
Ceratophrys ornata

- Ceratophrys cornuta (Linnaeus, 1758)
- Ceratophrys cranwelli Barrio, 1980
- Ceratophrys joazeirensis Mercadal de Barrio, 1986
- Ceratophrys ornata (Bell, 1843)
- Lepidobatrachus asper Budgett, 1899

### Craugastoridae
Orde: Anura.
Familie: Craugastoridae

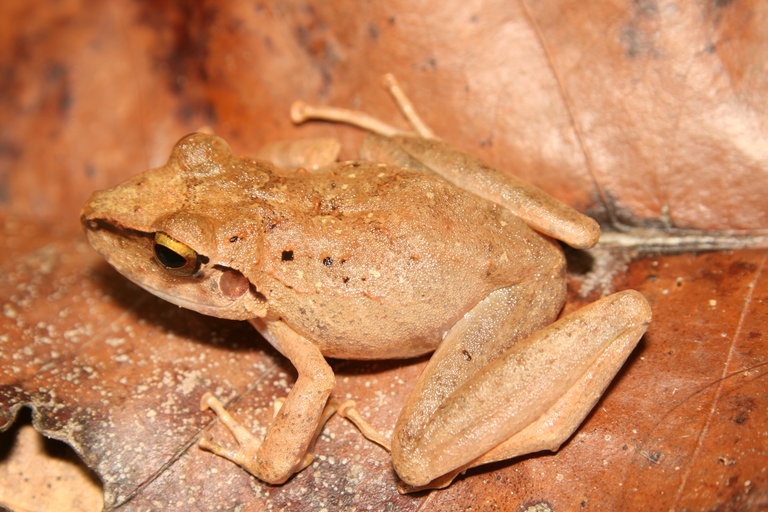
Pristimantis fenestratus

- Ceuthomantis cavernibardus (Myers & Donnelly, 1997)
- Ceuthomantis smaragdinus Heinicke, Duellman, Trueb, Means, MacCulloch, & Hedges, 2009
- Pristimantis acuminatus (Shreve, 1935)
- Pristimantis altamazonicus (Barbour & Dunn, 1921)
- Pristimantis buccinator (Rodriguez, 1994)
- Pristimantis carvalhoi (Lutz, 1952)
- Pristimantis chiastonotus (Lynch & Hoogmoed, 1977)
- Pristimantis conspicillatus (Günther, 1858)
- Pristimantis croceoinguinis (Lynch, 1968)
- Pristimantis delius (Duellman & Mendelson, 1995)
- Pristimantis diadematus (Jiménez de la Espada, 1875)
- Pristimantis dundeei (Heyer & Muñoz, 1999)
- Pristimantis eurydactylus (Hedges & Schlüter, 1992)
- Pristimantis fenestratus (Steindachner, 1864)
- Pristimantis gutturalis (Hoogmoed, Lynch, & Lescure, 1977)
- Pristimantis lacrimosus (Jiménez de la Espada, 1875)
- Pristimantis lanthanites (Lynch, 1975)
- Pristimantis luscombei (Duellman & Mendelson, 1995)
- Pristimantis malkini (Lynch, 1980)
- Pristimantis marmoratus (Boulenger, 1900)
- Pristimantis martiae (Lynch, 1974)
- Pristimantis memorans (Myers & Donnelly, 1997)
- Pristimantis ockendeni (Boulenger, 1912)
- Pristimantis orcus Lehr, Catenazzi, & Rodríguez, 2009
- Pristimantis paulodutrai (Bokermann, 1975)
- Pristimantis peruvianus (Melin, 1941)
- Pristimantis ramagii (Boulenger, 1888)
- Pristimantis reichlei Padial & De la Riva, 2009
- Pristimantis skydmainos (Flores & Rodriguez, 1997)
- Pristimantis toftae (Duellman, 1978)
- Pristimantis variabilis (Lynch, 1968)
- Pristimantis ventrigranulosus Maciel, Vaz-Silva, Oliveira, & Padial, 2012
- Pristimantis ventrimarmoratus (Boulenger, 1912)
- Pristimantis vilarsi (Melin, 1941)
- Pristimantis vinhai (Bokermann, 1975)
- Pristimantis zeuctotylus (Lynch & Hoogmoed, 1977)
- Pristimantis zimmermanae (Heyer & Hardy, 1991)
- Haddadus aramunha (Cassimiro, Verdade, & Rodrigues, 2008)
- Haddadus binotatus (Spix, 1824)
- Haddadus plicifer (Boulenger, 1888)
- Strabomantis sulcatus (Cope, 1874)
- Barycholos ternetzi (Miranda-Ribeiro, 1937)
- Eleutherodactylus bilineatus (Bokermann, 1975)
- Euparkerella brasiliensis (Parker, 1926)
- Euparkerella cochranae Izecksohn, 1988
- Euparkerella robusta Izecksohn, 1988
- Euparkerella tridactyla Izecksohn, 1988
- Holoaden bradei Lutz, 1958
- Holoaden luederwaldti Miranda-Ribeiro, 1920
- Holoaden pholeter Pombal, Siqueira, Dorigo, Vrcibradic, & Rocha, 2008
- Holoaden suarezi Martins & Zaher, 2013
- Noblella myrmecoides (Lynch, 1976)
- Oreobates crepitans (Bokermann, 1965)
- Oreobates heterodactylus (Miranda-Ribeiro, 1937)
- Oreobates quixensis Jiménez de la Espada, 1872
- Oreobates remotus Teixeira, Amaro, Recoder, Sena, & Rodrigues, 2012

### Cycloramphidae
Orde: Anura.
Familie: Cycloramphidae
- Cycloramphus acangatan Verdade & Rodrigues, 2003
- Cycloramphus asper Werner, 1899
- Cycloramphus bandeirensis Heyer, 1983
- Cycloramphus bolitoglossus (Werner, 1897)
- Cycloramphus boraceiensis Heyer, 1983
- Cycloramphus brasiliensis (Steindachner, 1864)
- Cycloramphus carvalhoi Heyer, 1983
- Cycloramphus catarinensis Heyer, 1983
- Cycloramphus cedrensis Heyer, 1983
- Cycloramphus diringshofeni Bokermann, 1957
- Cycloramphus dubius (Miranda-Ribeiro, 1920)
- Cycloramphus duseni (Andersson, 1914)
- Cycloramphus eleutherodactylus (Miranda-Ribeiro, 1920)
- Cycloramphus fuliginosus Tschudi, 1838
- Cycloramphus granulosus Lutz, 1929
- Cycloramphus izecksohni Heyer, 1983
- Cycloramphus juimirim Haddad & Sazima, 1989
- Cycloramphus lithomimeticus Silva & Ouvernay, 2012
- Cycloramphus lutzorum Heyer, 1983
- Cycloramphus migueli Heyer, 1988
- Cycloramphus mirandaribeiroi Heyer, 1983
- Cycloramphus ohausi (Wandolleck, 1907)
- Cycloramphus organensis Weber, Verdade, Salles, Fouquet, & Carvalho-e-Silva, 2011
- Cycloramphus rhyakonastes Heyer, 1983
- Cycloramphus semipalmatus (Miranda-Ribeiro, 1920)
- Cycloramphus stejnegeri (Noble, 1924)
- Cycloramphus valae Heyer, 1983
- Thoropa lutzi Cochran, 1938
- Thoropa megatympanum Caramaschi & Sazima, 1984
- Thoropa miliaris (Spix, 1824)
- Thoropa petropolitana (Wandolleck, 1907)
- Thoropa saxatilis Cocroft Heyer, 1988
- Thoropa taophora (Miranda-Ribeiro, 1923)
- Zachaenus carvalhoi Izecksohn, 1983
- Zachaenus parvulus (Girard, 1853)

### Dendrobatidae
Orde: Anura.
Familie: Dendrobatidae

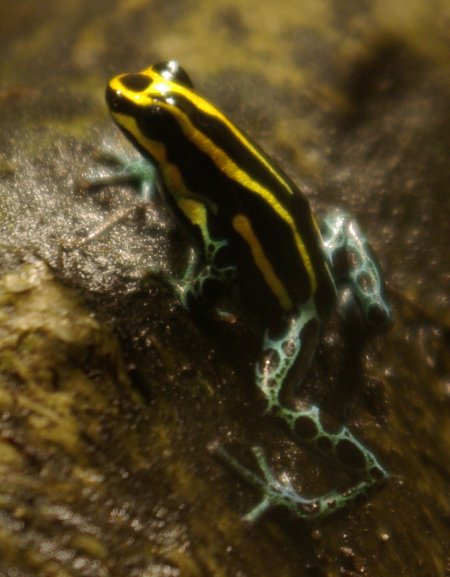
Ranitomeya ventrimaculata

- Ameerega berohoka Vaz-Silva & Maciel, 2011
- Ameerega braccata (Steindachner, 1864)
- Ameerega flavopicta (Lutz, 1925)
- Ameerega hahneli (Boulenger, 1884)
- Ameerega petersi (Silverstone, 1976)
- Ameerega picta (Bibron, 1838)
- Ameerega pulchripecta (Silverstone, 1976)
- Ameerega trivittata (Spix, 1824)
- Adelphobates castaneoticus (Caldwell & Myers, 1990)
- Adelphobates galactonotus (Steindachner, 1864)
- Adelphobates quinquevittatus (Steindachner, 1864)
- Dendrobates leucomelas Steindachner, 1864
- Dendrobates tinctorius (Cuvier, 1797)
- Ranitomeya amazonica (Schulte, 1999)
- Ranitomeya cyanovittata Pérez-Peña, Chávez, Twomey, & Brown, 2010
- Ranitomeya flavovittata (Schulte, 1999)
- Ranitomeya sirensis (Aichinger, 1991)
- Ranitomeya toraro Brown, Caldwell, Twomey, Melo-Sampaio, & Souza, 2011
- Ranitomeya uakarii (Brown, Schulte, & Summers, 2006)
- Ranitomeya vanzolinii (Myers, 1982)
- Ranitomeya variabilis (Zimmermann & Zimmermann, 1988)
- Ranitomeya ventrimaculata (Shreve, 1935)
- Ranitomeya yavaricola Pérez-Peña, Chávez, Twomey, & Brown, 2010
- Hyloxalus chlorocraspedus (Caldwell, 2005)
- Hyloxalus faciopunctulatus (Rivero, 1991)

### Eleutherodactylidae
Orde: Anura.
Familie: Eleutherodactylidae
- Eleutherodactylus johnstonei Barbour, 1914
- Adelophryne adiastola Hoogmoed & Lescure, 1984
- Adelophryne baturitensis Hoogmoed, Borges, & Cascon, 1994
- Adelophryne glandulata Lourenço de Moraes, Ferreira, Fouquet, & Bastos, 2014
- Adelophryne gutturosa Hoogmoed & Lescure, 1984
- Adelophryne maranguapensis Hoogmoed, Borges, & Cascon, 1994
- Adelophryne meridionalis Santana, Fonseca, Neves, & Carvalho, 2012
- Adelophryne mucronatus Lourenço-de-Moraes, Solé, & Toledo, 2012
- Adelophryne pachydactyla Hoogmoed, Borges, & Cascon, 1994
- Phyzelaphryne miriamae Heyer, 1977

### Hemiphractidae
Orde: Anura.
Familie: Hemiphractidae
- Fritziana fissilis (Miranda-Ribeiro, 1920)
- Fritziana goeldii (Boulenger, 1895)
- Fritziana ohausi (Wandolleck, 1907)
- Fritziana ulei (Miranda-Ribeiro, 1926)
- Gastrotheca albolineata (Lutz & Lutz, 1939)
- Gastrotheca ernestoi Miranda-Ribeiro, 1920
- Gastrotheca fissipes (Boulenger, 1888)
- Gastrotheca flamma Juncá & Nunes, 2008
- Gastrotheca fulvorufa (Andersson, 1911)
- Gastrotheca megacephala Izecksohn, Carvalho-e-Silva, & Peixoto, 2009
- Gastrotheca microdiscus (Andersson, 1910)
- Gastrotheca prasina Teixeira, Vechio, Recoder, Carnaval, Strangas, Damasceno, Sena, & Rodrigues, 2012
- Gastrotheca pulchra Caramaschi & Rodrigues, 2007
- Gastrotheca recava Teixeira, Vechio, Recoder, Carnaval, Strangas, Damasceno, Sena, & Rodrigues, 2012
- Hemiphractus helioi Sheil & Mendelson, 2001
- Hemiphractus scutatus (Spix, 1824)
- Stefania neblinae Carvalho, MacCulloch, Bonora, & Vogt, 2010
- Stefania roraimae Duellman & Hoogmoed, 1984
- Stefania scalae Rivero, 1970
- Stefania tamacuarina Myers & Donnelly, 1997

### Hylidae
Orde: Anura.
Familie: Hylidae

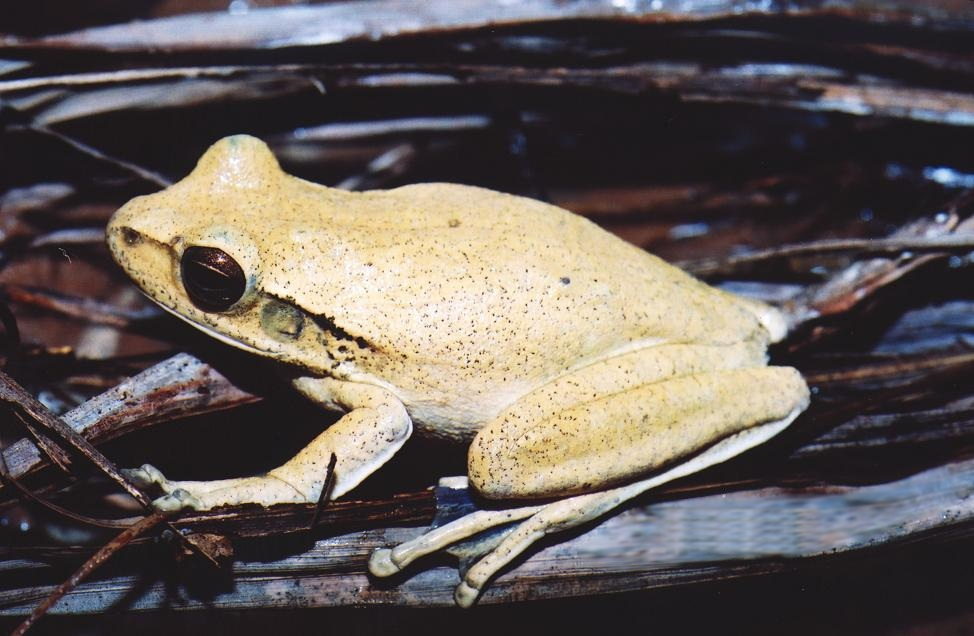
Hypsiboas raniceps

- Aparasphenodon arapapa  Pimenta, Napoli, & Haddad, 2009
- Aparasphenodon bokermanni Pombal, 1993
- Aparasphenodon brunoi  Miranda-Ribeiro, 1920
- Aparasphenodon pomba  Assis, Santana, Silva, Quintela, & Feio, 2013
- Aparasphenodon venezolanus (Mertens, 1950)
- Aplastodiscus albofrenatus (Lutz, 1924)
- Aplastodiscus albosignatus (Lutz & Lutz, 1938)
- Aplastodiscus arildae (Cruz & Peixoto, 1987)
- Aplastodiscus callipygius (Cruz & Peixoto, 1985)
- Aplastodiscus cavicola (Cruz & Peixoto, 1985)
- Aplastodiscus cochranae (Mertens, 1952)
- Aplastodiscus ehrhardti (Müller, 1924)
- Aplastodiscus eugenioi (Carvalho-e-Silva & Carvalho-e-Silva, 2005)
- Aplastodiscus flumineus (Cruz & Peixoto, 1985)
- Aplastodiscus ibirapitanga (Cruz, Pimenta, & Silvano, 2003)
- Aplastodiscus leucopygius (Cruz & Peixoto, 1985)
- Aplastodiscus musicus (Lutz, 1949)
- Aplastodiscus perviridis Lutz, 1950
- Aplastodiscus sibilatus (Cruz, Pimenta, & Silvano, 2003)
- Aplastodiscus weygoldti (Cruz & Peixoto, 1987)
- Bokermannohyla ahenea (Napoli & Caramaschi, 2004)
- Bokermannohyla alvarengai (Bokermann, 1956)
- Bokermannohyla astartea (Bokermann, 1967)
- Bokermannohyla capra  Napoli & Pimenta, 2009
- Bokermannohyla caramaschii (Napoli, 2005)
- Bokermannohyla carvalhoi (Peixoto, 1981)
- Bokermannohyla circumdata (Cope, 1871)
- Bokermannohyla claresignata (Lutz & Lutz, 1939)
- Bokermannohyla clepsydra (Lutz, 1925)
- Bokermannohyla diamantina  Napoli & Juncá, 2006
- Bokermannohyla flavopicta  Leite, Pezzuti, & Garcia, 2012
- Bokermannohyla gouveai (Peixoto & Cruz, 1992)
- Bokermannohyla hylax (Heyer, 1985)
- Bokermannohyla ibitiguara (Cardoso, 1983)
- Bokermannohyla ibitipoca (Caramaschi & Feio, 1990)
- Bokermannohyla itapoty  Lugli & Haddad, 2006
- Bokermannohyla izecksohni (Jim & Caramaschi, 1979)
- Bokermannohyla juiju  Faivovich, Lugli, Lourenço, & Haddad, 2009
- Bokermannohyla langei (Bokermann, 1965)
- Bokermannohyla lucianae (Napoli & Pimenta, 2003)
- Bokermannohyla luctuosa (Pombal & Haddad, 1993)
- Bokermannohyla martinsi (Bokermann, 1964)
- Bokermannohyla nanuzae (Bokermann & Sazima, 1973)
- Bokermannohyla napolii  Carvalho, Giaretta, & Magrini, 2012
- Bokermannohyla oxente  Lugli & Haddad, 2006
- Bokermannohyla pseudopseudis (Miranda-Ribeiro, 1937)
- Bokermannohyla ravida (Caramaschi, Napoli, & Bernardes, 2001)
- Bokermannohyla sagarana  Leite, Pezzuti, & Drummond, 2011
- Bokermannohyla sapiranga  Brandão, Magalhães, Garda, Campos, Sebben, & Maciel, 2012
- Bokermannohyla saxicola (Bokermann, 1964)
- Bokermannohyla sazimai (Cardoso & Andrade, 1982)
- Bokermannohyla vulcaniae (Vasconcelos & Giaretta, 2005)
- Corythomantis galeata Pombal, Menezes, Fontes, Nunes, Rocha, & Van Sluys, 2012
- Corythomantis greeningi Boulenger, 1896
- Dendropsophus acreanus (Bokermann, 1964)
- Dendropsophus anataliasiasi (Bokermann, 1972)
- Dendropsophus anceps (Lutz, 1929)
- Dendropsophus araguaya (Napoli & Caramaschi, 1998)
- Dendropsophus berthalutzae (Bokermann, 1962)
- Dendropsophus bifurcus (Andersson, 1945)
- Dendropsophus bipunctatus (Spix, 1824)
- Dendropsophus bokermanni (Goin, 1960)
- Dendropsophus branneri (Cochran, 1948)
- Dendropsophus brevifrons (Duellman & Crump, 1974)
- Dendropsophus cachimbo (Napoli & Caramaschi, 1999)
- Dendropsophus cerradensis (Napoli & Caramaschi, 1998)
- Dendropsophus cruzi (Pombal & Bastos, 1998)
- Dendropsophus decipiens (Lutz, 1925)
- Dendropsophus dutrai (Gomes & Peixoto, 1996)
- Dendropsophus elegans (Wied-Neuwied, 1824)
- Dendropsophus elianeae (Napoli & Caramaschi, 2000)
- Dendropsophus giesleri (Mertens, 1950)
- Dendropsophus haddadi (Bastos & Pombal, 1996)
- Dendropsophus haraldschultzi (Bokermann, 1962)
- Dendropsophus jimi (Napoli & Caramaschi, 1999)
- Dendropsophus juliani  Moravec, Aparicio, & Köhler, 2006
- Dendropsophus koechlini (Duellman & Trueb, 1989)
- Dendropsophus leali (Bokermann, 1964)
- Dendropsophus leucophyllatus (Beireis, 1783)
- Dendropsophus limai (Bokermann, 1962)
- Dendropsophus marmoratus (Laurenti, 1768)
- Dendropsophus melanargyreus (Cope, 1887)
- Dendropsophus meridianus (Lutz, 1954)
- Dendropsophus microcephalus (Cope, 1886)
- Dendropsophus microps (Peters, 1872)
- Dendropsophus minimus (Ahl, 1933)
- Dendropsophus minusculus (Rivero, 1971)
- Dendropsophus minutus (Peters, 1872)
- Dendropsophus miyatai (Vigle & Goberdhan-Vigle, 1990)
- Dendropsophus nahdereri (Lutz & Bokermann, 1963)
- Dendropsophus nanus (Boulenger, 1889)
- Dendropsophus novaisi (Bokermann, 1968)
- Dendropsophus oliveirai (Bokermann, 1963)
- Dendropsophus ozzyi Orrico, Peloso, Sturaro, Silva, Neckel-Oliveira, Gordo, Faivovich, & Haddad, 2014
- Dendropsophus parviceps (Boulenger, 1882)
- Dendropsophus pauiniensis (Heyer, 1977)
- Dendropsophus pseudomeridianus (Cruz, Caramaschi, & Dias, 2000)
- Dendropsophus reichlei Moravec, Aparicio, Guerrero-Reinhard, Calderon, & Köhler, 2008
- Dendropsophus rhea (Napoli & Caramaschi, 1999)
- Dendropsophus rhodopeplus (Günther, 1858)
- Dendropsophus riveroi (Cochran & Goin, 1970)
- Dendropsophus rossalleni (Goin, 1959)
- Dendropsophus rubicundulus (Reinhardt & Lütken, 1862)
- Dendropsophus ruschii (Weygoldt & Peixoto, 1987)
- Dendropsophus salli Jungfer, Reichle, & Piskurek, 2010
- Dendropsophus sanborni (Schmidt, 1944)
- Dendropsophus sarayacuensis (Shreve, 1935)
- Dendropsophus schubarti (Bokermann, 1963)
- Dendropsophus seniculus (Cope, 1868)
- Dendropsophus soaresi (Caramaschi & Jim, 1983)
- Dendropsophus studerae (Carvalho-e-Silva, Carvalho-e-Silva, & Izecksohn, 2003)
- Dendropsophus timbeba (Martins & Cardoso, 1987)
- Dendropsophus tintinnabulum (Melin, 1941)
- Dendropsophus triangulum (Günther, 1869)
- Dendropsophus tritaeniatus (Bokermann, 1965)
- Dendropsophus walfordi (Bokermann, 1962)
- Dendropsophus werneri (Cochran, 1952)
- Dendropsophus xapuriensis (Martins & Cardoso, 1987)
- Dryaderces inframaculata (Boulenger, 1882)
- Dryaderces pearsoni (Gaige, 1929)
- Ecnomiohyla tuberculosa (Boulenger, 1882)
- Hyla imitator (Barbour & Dunn, 1921)
- Hypsiboas albomarginatus (Spix, 1824)
- Hypsiboas albopunctatus (Spix, 1824)
- Hypsiboas atlanticus (Caramaschi & Velosa, 1996)
- Hypsiboas bandeirantes  Caramaschi & Cruz, 2013
- Hypsiboas beckeri (Caramaschi & Cruz, 2004)
- Hypsiboas benitezi (Rivero, 1961)
- Hypsiboas bischoffi (Boulenger, 1887)
- Hypsiboas boans (Linnaeus, 1758)
- Hypsiboas botumirim  Caramaschi, Cruz, & Nascimento, 2009
- Hypsiboas buriti (Caramaschi & Cruz, 1999)
- Hypsiboas caingua (Carrizo, 1991)
- Hypsiboas caipora  Antunes, Faivovich, & Haddad, 2008
- Hypsiboas calcaratus (Troschel, 1848)
- Hypsiboas cinerascens (Spix, 1824)
- Hypsiboas cipoensis (Lutz, 1968)
- Hypsiboas crepitans (Wied-Neuwied, 1824)
- Hypsiboas curupi Garcia, Faivovich, & Haddad, 2007
- Hypsiboas cymbalum (Bokermann, 1963)
- Hypsiboas dentei (Bokermann, 1967)
- Hypsiboas ericae (Caramaschi & Cruz, 2000)
- Hypsiboas exastis (Caramaschi & Rodrigues, 2003)
- Hypsiboas faber (Wied-Neuwied, 1821)
- Hypsiboas freicanecae (Carnaval & Peixoto, 2004)
- Hypsiboas geographicus (Spix, 1824)
- Hypsiboas goianus (Lutz, 1968)
- Hypsiboas guentheri (Boulenger, 1886)
- Hypsiboas hobbsi (Cochran & Goin, 1970)
- Hypsiboas hutchinsi (Pyburn & Hall, 1984)
- Hypsiboas jaguariaivensis Caramaschi, Cruz, & Segalla, 2010
- Hypsiboas joaquini (Lutz, 1968)
- Hypsiboas lanciformis Cope, 1871
- Hypsiboas latistriatus (Caramaschi & Cruz, 2004)
- Hypsiboas leptolineatus (Braun & Braun, 1977)
- Hypsiboas leucocheilus (Caramaschi & Niemeyer, 2003)
- Hypsiboas lundii (Burmeister, 1856)
- Hypsiboas marginatus (Boulenger, 1887)
- Hypsiboas microderma (Pyburn, 1977)
- Hypsiboas multifasciatus (Günther, 1859)
- Hypsiboas nympha  Faivovich, Moravec, Cisneros-Heredia, & Köhler, 2006
- Hypsiboas ornatissimus (Noble, 1923)
- Hypsiboas paranaiba  Carvalho & Giaretta, 2010
- Hypsiboas pardalis (Spix, 1824)
- Hypsiboas phaeopleura (Caramaschi & Cruz, 2000)
- Hypsiboas poaju  Garcia, Peixoto, & Haddad, 2008
- Hypsiboas polytaenius (Cope, 1870)
- Hypsiboas pombali (Caramaschi, Pimenta, & Feio, 2004)
- Hypsiboas prasinus (Burmeister, 1856)
- Hypsiboas pulchellus (Duméril & Bibron, 1841)
- Hypsiboas punctatus (Schneider, 1799)
- Hypsiboas raniceps Cope, 1862
- Hypsiboas secedens (Lutz, 1963)
- Hypsiboas semiguttatus (Lutz, 1925)
- Hypsiboas semilineatus (Spix, 1824)
- Hypsiboas stellae Kwet, 2008
- Hypsiboas stenocephalus (Caramaschi & Cruz, 1999)
- Hypsiboas tepuianus Barrio-Amorós & Brewer-Carias, 2008
- Hypsiboas wavrini (Parker, 1936)
- Itapotihyla langsdorffii (Duméril & Bibron, 1841)
- Lysapsus bolivianus Gallardo, 1961
- Lysapsus caraya Gallardo, 1964
- Lysapsus laevis (Parker, 1935)
- Lysapsus limellum Cope, 1862
- Nyctimantis rugiceps Boulenger, 1882
- Osteocephalus buckleyi (Boulenger, 1882)
- Osteocephalus cabrerai (Cochran & Goin, 1970)
- Osteocephalus castaneicola  Moravec, Aparicio, Guerrero-Reinhard, Calderón, Jungfer, & Gvoždík, 2009
- Osteocephalus helenae (Ruthven, 1919)
- Osteocephalus oophagus  Jungfer & Schiesari, 1995
- Osteocephalus planiceps Cope, 1874
- Osteocephalus subtilis  Martins & Cardoso, 1987
- Osteocephalus taurinus  Steindachner, 1862
- Osteocephalus vilarsi (Melin, 1941)
- Phyllodytes acuminatus Bokermann, 1966
- Phyllodytes brevirostris  Peixoto & Cruz, 1988
- Phyllodytes edelmoi  Peixoto, Caramaschi, & Freire, 2003
- Phyllodytes gyrinaethes  Peixoto, Caramaschi, & Freire, 2003
- Phyllodytes kautskyi  Peixoto & Cruz, 1988
- Phyllodytes luteolus (Wied-Neuwied, 1824)
- Phyllodytes maculosus  Cruz, Feio, & Cardoso, 2007
- Phyllodytes melanomystax  Caramaschi, Silva, & Britto-Pereira, 1992
- Phyllodytes punctatus Caramaschi & Peixoto, 2004
- Phyllodytes tuberculosus Bokermann, 1966
- Phyllodytes wuchereri (Peters, 1873)
- Pseudis bolbodactyla Lutz, 1925
- Pseudis cardosoi  Kwet, 2000
- Pseudis fusca  Garman, 1883
- Pseudis minuta Günther, 1858
- Pseudis paradoxa (Linnaeus, 1758)
- Pseudis platensis Gallardo, 1961
- Pseudis tocantins  Caramaschi & Cruz, 1998
- Scarthyla goinorum (Bokermann, 1962)
- Scinax acuminatus (Cope, 1862)
- Scinax agilis (Cruz & Peixoto, 1983)
- Scinax albicans (Bokermann, 1967)
- Scinax alcatraz (Lutz, 1973)
- Scinax alter (Lutz, 1973)
- Scinax angrensis Lutz, 1973
- Scinax arduous Peixoto, 2002
- Scinax argyreornatus (Miranda-Ribeiro, 1926)
- Scinax ariadne (Bokermann, 1967)
- Scinax aromothyella  Faivovich, 2005
- Scinax atratus (Peixoto, 1989)
- Scinax auratus (Wied-Neuwied, 1821)
- Scinax belloni Faivovich, Gasparini, & Haddad, 2010
- Scinax berthae (Barrio, 1962)
- Scinax boesemani (Goin, 1966)
- Scinax brieni (De Witte, 1930)
- Scinax cabralensis  Drummond, Baêta, & Pires, 2007
- Scinax caldarum (Lutz, 1968)
- Scinax camposseabrai (Bokermann, 1968)
- Scinax canastrensis (Cardoso & Haddad, 1982)
- Scinax cardosoi (Carvalho-e-Silva & Peixoto, 1991)
- Scinax carnevallii (Caramaschi & Kisteumacher, 1989)
- Scinax catharinae (Boulenger, 1888)
- Scinax centralis Pombal & Bastos, 1996
- Scinax constrictus Lima, Bastos, & Giaretta, 2005
- Scinax cosenzai Lacerda, Peixoto, & Feio, 2012
- Scinax cretatus Nunes & Pombal, 2011
- Scinax crospedospilus (Lutz, 1925)
- Scinax cruentommus (Duellman, 1972)
- Scinax curicica Pugliese, Pombal, & Sazima, 2004
- Scinax cuspidatus (Lutz, 1925)
- Scinax duartei (Lutz, 1951)
- Scinax eurydice (Bokermann, 1968)
- Scinax faivovichi Brasileiro, Oyamaguchi, & Haddad, 2007
- Scinax flavoguttatus (Lutz & Lutz, 1939)
- Scinax funereus (Cope, 1874)
- Scinax fuscomarginatus (Lutz, 1925)
- Scinax fuscovarius (Lutz, 1925)
- Scinax garbei (Miranda-Ribeiro, 1926)
- Scinax granulatus (Peters, 1871)
- Scinax hayii (Barbour, 1909)
- Scinax heyeri (Peixoto & Weygoldt, 1986)
- Scinax hiemalis (Haddad & Pombal, 1987)
- Scinax humilis (A. Lutz & B. Lutz, 1954)
- Scinax imbegue Nunes, Kwet, & Pombal, 2012
- Scinax insperatus Silva & Alves-Silva, 2011
- Scinax iquitorum Moravec, Tuanama, Pérez-Peña, & Lehr, 2009
- Scinax juncae Nunes & Pombal, 2010
- Scinax jureia (Pombal & Gordo, 1991)
- Scinax kautskyi (Carvalho-e-Silva & Peixoto, 1991)
- Scinax lindsayi Pyburn, 1992
- Scinax littoralis (Pombal & Gordo, 1991)
- Scinax littoreus (Peixoto, 1988)
- Scinax longilineus (Lutz, 1968)
- Scinax luizotavioi (Caramaschi & Kisteumacher, 1989)
- Scinax machadoi (Bokermann & Sazima, 1973)
- Scinax madeirae (Bokermann, 1964)
- Scinax maracaya (Cardoso & Sazima, 1980)
- Scinax melanodactylus Lourenço, Luna, & Pombal, 2014
- Scinax melloi (Peixoto, 1989)
- Scinax muriciensis Cruz, Nunes, & Lima, 2011
- Scinax nasicus (Cope, 1862)
- Scinax nebulosus (Spix, 1824)
- Scinax obtriangulatus (Lutz, 1973)
- Scinax pachycrus (Miranda-Ribeiro, 1937)
- Scinax pedromedinae (Henle, 1991)
- Scinax peixotoi Brasileiro, Haddad, Sawaya, & Martins, 2007
- Scinax perereca Pombal, Haddad, & Kasahara, 1995
- Scinax perpusillus (Lutz & Lutz, 1939)
- Scinax pinima (Bokermann & Sazima, 1973)
- Scinax pombali Lourenço, Carvalho, Baêta, Pezzuti, & Leite, 2013
- Scinax proboscideus (Brongersma, 1933)
- Scinax ranki (Andrade & Cardoso, 1987)
- Scinax rizibilis (Bokermann, 1964)
- Scinax ruber (Laurenti, 1768)
- Scinax rupestris  Araujo-Vieira, Brandão, & Faria, 2015
- Scinax sateremawe  Sturaro & Peloso, 2014
- Scinax similis (Cochran, 1952)
- Scinax skaios Pombal, Carvalho, Canelas, & Bastos, 2010
- Scinax skuki Lima, Cruz, & Azevedo, 2011
- Scinax squalirostris (Lutz, 1925)
- Scinax strigilatus (Spix, 1824)
- Scinax tigrinus  Nunes, Carvalho, & Pereira, 2010
- Scinax trapicheiroi (A. Lutz & B. Lutz, 1954)
- Scinax tripui Lourenço, Nascimento, & Pires, 2010
- Scinax tupinamba Silva & Alves-Silva, 2008
- Scinax tymbamirim Nunes, Kwet, & Pombal, 2012
- Scinax uruguayus (Schmidt, 1944)
- Scinax v-signatus (Lutz, 1968)
- Scinax villasboasi  Brusquetti, Jansen, Barrio-Amorós, Segalla, & Haddad, 2014
- Scinax x-signatus (Spix, 1824)
- Sphaenorhynchus botocudo Caramaschi, Almeida, & Gasparini, 2009
- Sphaenorhynchus bromelicola Bokermann, 1966
- Sphaenorhynchus caramaschii Toledo, Garcia, Lingnau, & Haddad, 2007
- Sphaenorhynchus carneus (Cope, 1868)
- Sphaenorhynchus dorisae (Goin, 1957)
- Sphaenorhynchus lacteus (Daudin, 1800)
- Sphaenorhynchus mirim Caramaschi, Almeida, & Gasparini, 2009
- Sphaenorhynchus orophilus (Lutz & Lutz, 1938)
- Sphaenorhynchus palustris Bokermann, 1966
- Sphaenorhynchus pauloalvini Bokermann, 1973
- Sphaenorhynchus planicola (Lutz & Lutz, 1938)
- Sphaenorhynchus platycephalus (Werner, 1894)
- Sphaenorhynchus prasinus Bokermann, 1973
- Sphaenorhynchus surdus (Cochran, 1953)
- Tepuihyla exophthalma (Smith & Noonan, 2001)
- Trachycephalus atlas Bokermann, 1966
- Trachycephalus coriaceus (Peters, 1867)
- Trachycephalus cunauaru Gordo, Toledo, Suárez, Kawashita-Ribeiro, Ávila, Morais, & Nunes, 2013
- Trachycephalus dibernardoi Kwet & Solé, 2008
- Trachycephalus helioi Nunes, Suárez, Gordo, & Pombal, 2013
- Trachycephalus imitatrix (Miranda-Ribeiro, 1926)
- Trachycephalus lepidus (Pombal, Haddad, & Cruz, 2003)
- Trachycephalus mambaiensis Cintra, Silva, Silva, Garcia, & Zaher, 2009
- Trachycephalus mesophaeus (Hensel, 1867)
- Trachycephalus nigromaculatus Tschudi, 1838
- Trachycephalus resinifictrix (Goeldi, 1907)
- Trachycephalus typhonius (Linnaeus, 1758)
- Xenohyla eugenioi  Caramaschi, 1998
- Xenohyla truncata (Izecksohn, 1959)
- Agalychnis aspera (Peters, 1873)
- Agalychnis granulosa (Cruz, 1989)
- Cruziohyla craspedopus (Funkhouser, 1957)
- Phasmahyla cochranae (Bokermann, 1966)
- Phasmahyla cruzi  Carvalho-e-Silva, Silva, & Carvalho-e-Silva, 2009
- Phasmahyla exilis (Cruz, 1980)
- Phasmahyla guttata (Lutz, 1924)
- Phasmahyla jandaia (Bokermann & Sazima, 1978)
- Phasmahyla spectabilis  Cruz, Feio, & Nascimento, 2008
- Phasmahyla timbo  Cruz, Napoli, & Fonseca, 2008
- Phrynomedusa appendiculata (Lutz, 1925)
- Phrynomedusa bokermanni Cruz, 1991
- Phrynomedusa fimbriata  Miranda-Ribeiro, 1923
- Phrynomedusa marginata (Izecksohn & Cruz, 1976)
- Phrynomedusa vanzolinii  Cruz, 1991
- Phyllomedusa atelopoides  Duellman, Cadle, & Cannatella, 1988
- Phyllomedusa ayeaye (Lutz, 1966)
- Phyllomedusa azurea Cope, 1862
- Phyllomedusa bahiana Lutz, 1925
- Phyllomedusa bicolor (Boddaert, 1772)
- Phyllomedusa boliviana Boulenger, 1902
- Phyllomedusa burmeisteri Boulenger, 1882
- Phyllomedusa camba  De la Riva, 1999
- Phyllomedusa centralis Bokermann, 1965
- Phyllomedusa distincta Lutz, 1950
- Phyllomedusa hypochondrialis (Daudin, 1800)
- Phyllomedusa iheringii Boulenger, 1885
- Phyllomedusa megacephala (Miranda-Ribeiro, 1926)
- Phyllomedusa nordestina  Caramaschi, 2006
- Phyllomedusa oreades  Brandão, 2002
- Phyllomedusa palliata  Peters, 1873
- Phyllomedusa rohdei  Mertens, 1926
- Phyllomedusa rustica[8] Bruschi, Lucas, Garcia & Recco-Pimentel, 2015
- Phyllomedusa sauvagii Boulenger, 1882
- Phyllomedusa tarsius (Cope, 1868)
- Phyllomedusa tetraploidea Pombal & Haddad, 1992
- Phyllomedusa tomopterna (Cope, 1868)
- Phyllomedusa vaillantii Boulenger, 1882

### Hylodidae
Orde: Anura.
Familie: Hylodidae
- Crossodactylus aeneus Müller, 1924
- Crossodactylus bokermanni Caramaschi & Sazima, 1985
- Crossodactylus boulengeri (De Witte, 1930)
- Crossodactylus caramaschii  Bastos & Pombal, 1995
- Crossodactylus cyclospinus  Nascimento, Cruz, & Feio, 2005
- Crossodactylus dantei Carcerelli & Caramaschi, 1993
- Crossodactylus dispar Lutz, 1925
- Crossodactylus franciscanus[9] Pimenta, Caramaschi & Cruz, 2015
- Crossodactylus gaudichaudii Duméril & Bibron, 1841
- Crossodactylus grandis Lutz, 1951
- Crossodactylus lutzorum Carcerelli & Caramaschi, 1993
- Crossodactylus schmidti Gallardo, 1961
- Crossodactylus timbuhy Pimenta, Cruz, & Caramaschi, 2014
- Crossodactylus trachystomus (Reinhardt & Lütken, 1862)
- Crossodactylus werneri Pimenta, Cruz, & Caramaschi, 2014
- Hylodes amnicola Pombal, Feio, & Haddad, 2002
- Hylodes asper (Müller, 1924)
- Hylodes babax Heyer, 1982
- Hylodes cardosoi Lingnau, Canedo, & Pombal, 2008
- Hylodes charadranaetes Heyer & Cocroft, 1986
- Hylodes dactylocinus Pavan, Narvaes, & Rodrigues, 2001
- Hylodes fredi Canedo & Pombal, 2007
- Hylodes glaber (Miranda-Ribeiro, 1926)
- Hylodes heyeri Haddad, Pombal, & Bastos, 1996
- Hylodes japi Sá, Canedo, Lyra, & Haddad, 2015
- Hylodes lateristrigatus (Baumann, 1912)
- Hylodes magalhaesi (Bokermann, 1964)
- Hylodes meridionalis (Mertens, 1927)
- Hylodes mertensi (Bokermann, 1956)
- Hylodes nasus (Lichtenstein, 1823)
- Hylodes ornatus (Bokermann, 1967)
- Hylodes otavioi Sazima & Bokermann, 1983
- Hylodes perere Silva & Benmaman, 2008
- Hylodes perplicatus (Miranda-Ribeiro, 1926)
- Hylodes phyllodes Heyer & Cocroft, 1986
- Hylodes pipilans Canedo & Pombal, 2007
- Hylodes regius Gouvêa, 1979
- Hylodes sazimai Haddad & Pombal, 1995
- Hylodes uai Nascimento, Pombal, & Haddad, 2001
- Hylodes vanzolinii Heyer, 1982
- Megaelosia apuana Pombal, Prado, & Canedo, 2003
- Megaelosia bocainensis Giaretta, Bokermann, & Haddad, 1993
- Megaelosia boticariana Giaretta & Aguiar, 1998
- Megaelosia goeldii (Baumann, 1912)
- Megaelosia jordanensis (Heyer, 1983)
- Megaelosia lutzae Izecksohn & Gouvêa, 1987
- Megaelosia massarti (De Witte, 1930)

### Leptodactylidae
Orde: Anura.
Familie: Leptodactylidae

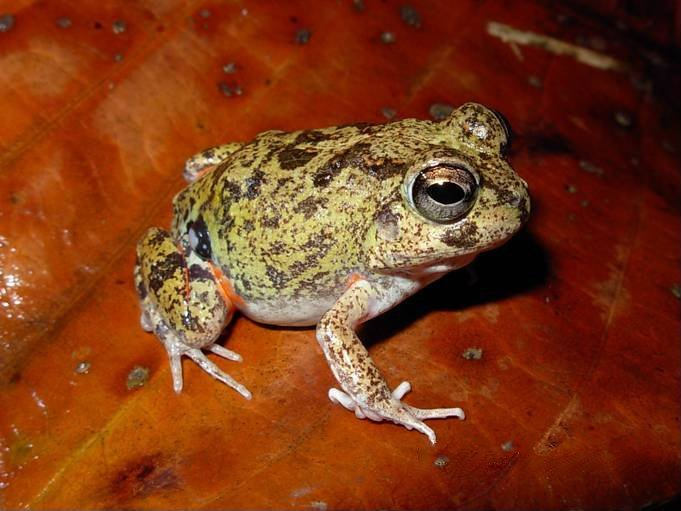
Pleurodema brachyops

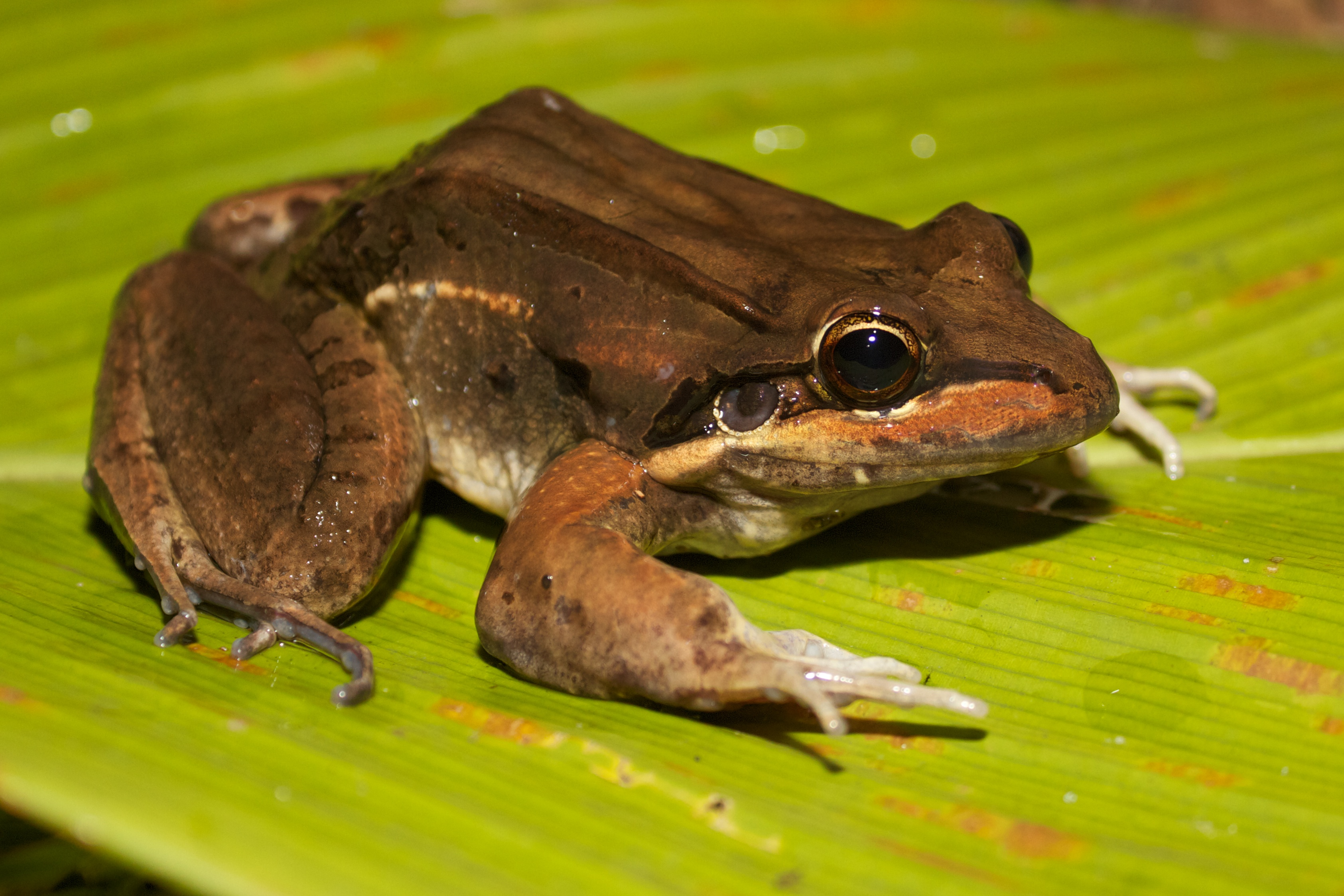
Leptodactylus bolivianus

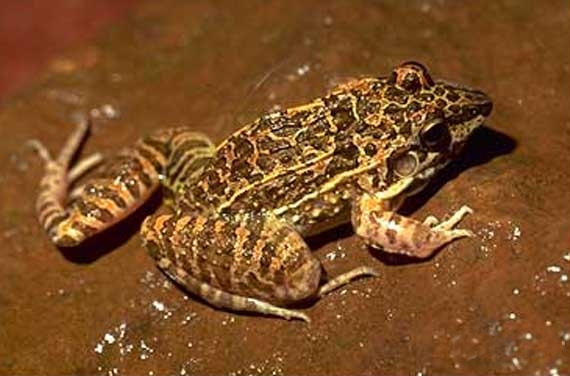
Leptodactylus fuscus

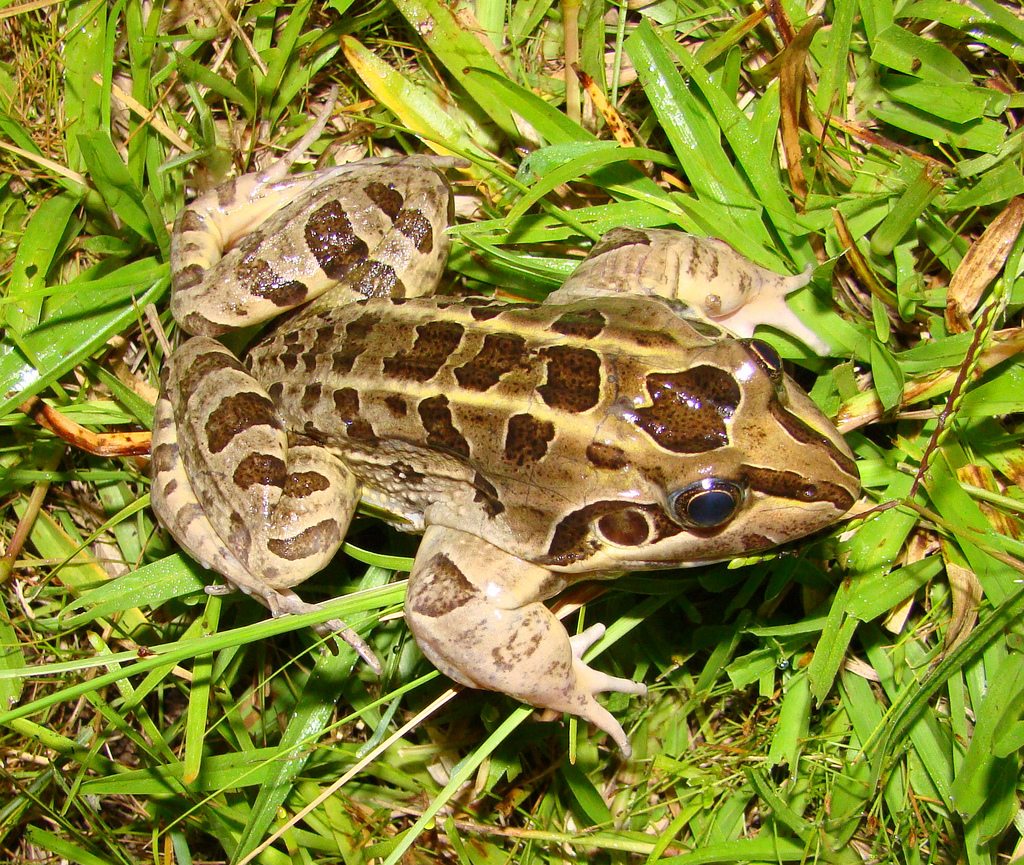
Leptodactylus latrans

- Edalorhina perezi Jiménez de la Espada, 1870
- Engystomops freibergi (Donoso-Barros, 1969)
- Engystomops petersi Jiménez de la Espada, 1872
- Physalaemus aguirrei Bokermann, 1966
- Physalaemus albifrons (Spix, 1824)
- Physalaemus albonotatus (Steindachner, 1864)
- Physalaemus angrensis Weber, Gonzaga, & Carvalho-e-Silva, 2006
- Physalaemus atlanticus Haddad & Sazima, 2004
- Physalaemus barrioi Bokermann, 1967
- Physalaemus biligonigerus (Cope, 1861)
- Physalaemus bokermanni Cardoso & Haddad, 1985
- Physalaemus caete Pombal & Madureira, 1997
- Physalaemus camacan Pimenta, Cruz, & Silvano, 2005
- Physalaemus centralis Bokermann, 1962
- Physalaemus cicada Bokermann, 1966
- Physalaemus crombiei Heyer & Wolf, 1989
- Physalaemus cuvieri  Fitzinger, 1826
- Physalaemus deimaticus Sazima & Caramaschi, 1988
- Physalaemus ephippifer (Steindachner, 1864)
- Physalaemus erikae  Cruz & Pimenta, 2004
- Physalaemus erythros  Caramaschi, Feio, & Guimarães, 2003
- Physalaemus evangelistai Bokermann, 1967
- Physalaemus feioi Cassini, Cruz, & Caramaschi, 2010
- Physalaemus gracilis (Boulenger, 1883)
- Physalaemus henselii (Peters, 1872)
- Physalaemus insperatus  Cruz, Cassini, & Caramaschi, 2008
- Physalaemus irroratus  Cruz, Nascimento, & Feio, 2007
- Physalaemus jordanensis Bokermann, 1967
- Physalaemus kroyeri (Reinhardt & Lütken, 1862)
- Physalaemus lateristriga (Steindachner, 1864)
- Physalaemus lisei  Braun & Braun, 1977
- Physalaemus maculiventris (Lutz, 1925)
- Physalaemus marmoratus (Reinhardt & Lütken, 1862)
- Physalaemus maximus  Feio, Pombal, & Caramaschi, 1999
- Physalaemus moreirae (Miranda-Ribeiro, 1937)
- Physalaemus nanus (Boulenger, 1888)
- Physalaemus nattereri (Steindachner, 1863)
- Physalaemus obtectus Bokermann, 1966
- Physalaemus olfersii (Lichtenstein & Martens, 1856)
- Physalaemus orophilus  Cassini, Cruz, & Caramaschi, 2010
- Physalaemus riograndensis  Milstead, 1960
- Physalaemus rupestris  Caramaschi, Carcerelli, & Feio, 1991
- Physalaemus signifer (Girard, 1853)
- Physalaemus soaresi Izecksohn, 1965
- Physalaemus spiniger (Miranda-Ribeiro, 1926)
- Pleurodema alium  Maciel & Nunes, 2010
- Pleurodema bibroni Tschudi, 1838
- Pleurodema brachyops (Cope, 1869)
- Pleurodema diplolister (Peters, 1870)
- Pseudopaludicola ameghini (Cope, 1887)
- Pseudopaludicola atragula  Pansonato, Mudrek, Veiga-Menoncello, Rossa-Feres, Martins, & Strüssmann, 2014
- Pseudopaludicola boliviana Parker, 1927
- Pseudopaludicola canga  Giaretta & Kokubum, 2003
- Pseudopaludicola ceratophyes  Rivero & Serna, 1985
- Pseudopaludicola facureae  Andrade & Carvalho, 2013
- Pseudopaludicola falcipes (Hensel, 1867)
- Pseudopaludicola giarettai  Carvalho, 2012
- Pseudopaludicola hyleaustralis  Pansonato, Morais, Ávila, Kawashita-Ribeiro, Strussmann, & Martins, 2012
- Pseudopaludicola mineira  Lobo, 1994
- Pseudopaludicola murundu  Toledo, Siqueira, Duarte, Veiga-Menoncello, Recco-Pimentel, & Haddad, 2010
- Pseudopaludicola mystacalis (Cope, 1887)
- Pseudopaludicola parnaiba  Robert, Cardozo, & Ávila, 2013
- Pseudopaludicola pocoto  Magalhães, Loebmann, Kokubum, Haddad, & Garda, 2014
- Pseudopaludicola saltica (Cope, 1887)
- Pseudopaludicola ternetzi  Miranda-Ribeiro, 1937
- Adenomera ajurauna (Berneck, Costa, & Garcia, 2008)
- Adenomera andreae (Müller, 1923)
- Adenomera araucaria Kwet & Angulo, 2002
- Adenomera bokermanni (Heyer, 1973)
- Adenomera cotuba Carvalho & Giaretta, 2013
- Adenomera diptyx (Boettger, 1885)
- Adenomera engelsi Kwet, Steiner, & Zillikens, 2009
- Adenomera heyeri Boistel, Massary, & Angulo, 2006
- Adenomera hylaedactyla (Cope, 1868)
- Adenomera juikitam Carvalho & Giaretta, 2013
- Adenomera marmorata Steindachner, 1867
- Adenomera martinezi (Bokermann, 1956)
- Adenomera nana (Müller, 1922)
- Adenomera saci Carvalho & Giaretta, 2013
- Adenomera thomei (Almeida & Angulo, 2006)
- Hydrolaetare caparu Jansen, Gonzales-Álvarez, & Köhler, 2007
- Hydrolaetare dantasi (Bokermann, 1959)
- Hydrolaetare schmidti (Cochran & Goin, 1959)
- Leptodactylus bolivianus Boulenger, 1898
- Leptodactylus bufonius Boulenger, 1894
- Leptodactylus caatingae Heyer & Juncá, 2003
- Leptodactylus camaquara Sazima & Bokermann, 1978
- Leptodactylus chaquensis Cei, 1950
- Leptodactylus cunicularius Sazima & Bokermann, 1978
- Leptodactylus cupreus Caramaschi, Feio, & São Pedro, 2008
- Leptodactylus didymus Heyer, García-Lopez, & Cardoso, 1996
- Leptodactylus diedrus Heyer, 1994
- Leptodactylus discodactylus Boulenger, 1884
- Leptodactylus elenae Heyer, 1978
- Leptodactylus flavopictus Lutz, 1926
- Leptodactylus furnarius Sazima & Bokermann, 1978
- Leptodactylus fuscus (Schneider, 1799)
- Leptodactylus gracilis (Duméril & Bibron, 1840)
- Leptodactylus guianensis Heyer & de Sá, 2011
- Leptodactylus hylodes (Reinhardt & Lütken, 1862)
- Leptodactylus jolyi Sazima & Bokermann, 1978
- Leptodactylus knudseni Heyer, 1972
- Leptodactylus labyrinthicus (Spix, 1824)
- Leptodactylus latinasus Jiménez de la Espada, 1875
- Leptodactylus latrans (Steffen, 1815)
- Leptodactylus lauramiriamae Heyer & Crombie, 2005
- Leptodactylus leptodactyloides (Andersson, 1945)
- Leptodactylus longirostris Boulenger, 1882
- Leptodactylus macrosternum Miranda-Ribeiro, 1926
- Leptodactylus marambaiae Izecksohn, 1976
- Leptodactylus myersi Heyer, 1995
- Leptodactylus mystaceus (Spix, 1824)
- Leptodactylus mystacinus (Burmeister, 1861)
- Leptodactylus natalensis Lutz, 1930
- Leptodactylus notoaktites Heyer, 1978
- Leptodactylus oreomantis Carvalho, Leite, & Pezzuti, 2013
- Leptodactylus paraensis Heyer, 2005
- Leptodactylus pentadactylus (Laurenti, 1768)
- Leptodactylus petersii (Steindachner, 1864)
- Leptodactylus plaumanni Ahl, 1936
- Leptodactylus podicipinus (Cope, 1862)
- Leptodactylus pustulatus (Peters, 1870)
- Leptodactylus rhodomystax Boulenger, 1884
- Leptodactylus rhodonotus (Günther, 1869)
- Leptodactylus riveroi Heyer & Pyburn, 1983
- Leptodactylus rugosus Noble, 1923
- Leptodactylus sabanensis Heyer, 1994
- Leptodactylus sertanejo Giaretta & Costa, 2007
- Leptodactylus spixi Heyer, 1983
- Leptodactylus stenodema Jiménez de la Espada, 1875
- Leptodactylus syphax Bokermann, 1969
- Leptodactylus tapiti Sazima & Bokermann, 1978
- Leptodactylus troglodytes Lutz, 1926
- Leptodactylus validus Garman, 1888
- Leptodactylus vastus Lutz, 1930
- Leptodactylus viridis Jim & Spirandeli Cruz, 1973
- Leptodactylus wagneri (Peters, 1862)
- Lithodytes lineatus (Schneider, 1799)
- Crossodactylodes bokermanni Peixoto, 1983
- Crossodactylodes itambe Barata, Santos, Leite, & Garcias, 2013
- Crossodactylodes izecksohni Peixoto, 1983
- Crossodactylodes pintoi Cochran, 1938
- Crossodactylodes septentrionalis Teixeira, Recoder, Amaro, Damasceno, Cassimiro, & Rodrigues, 2013
- Paratelmatobius cardosoi Pombal & Haddad, 1999
- Paratelmatobius gaigeae (Cochran, 1938)
- Paratelmatobius lutzii Lutz & Carvalho, 1958
- Paratelmatobius mantiqueira Pombal & Haddad, 1999
- Paratelmatobius poecilogaster Giaretta & Castanho, 1990
- Paratelmatobius yepiranga Garcia, Berneck, & Costa, 2009
- Rupirana cardosoi Heyer, 1999
- Scythrophrys sawayae (Cochran, 1953)

### Microhylidae
Orde: Anura.
Familie: Microhylidae

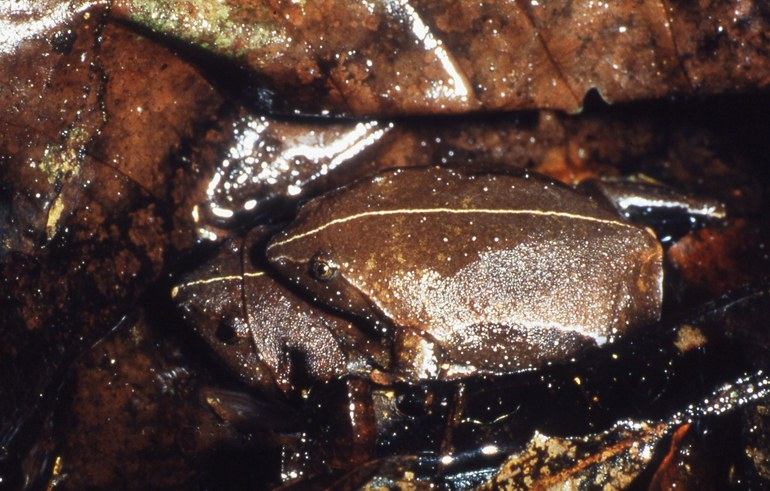
Ctenophryne geayi

- Arcovomer passarellii Carvalho, 1954
- Chiasmocleis alagoana Cruz, Caramaschi, & Freire, 1999
- Chiasmocleis albopunctata (Boettger, 1885)
- Chiasmocleis atlantica Cruz, Caramaschi, & Izecksohn, 1997
- Chiasmocleis avilapiresae Peloso & Sturaro, 2008
- Chiasmocleis bassleri Dunn, 1949
- Chiasmocleis capixaba Cruz, Caramaschi, & Izecksohn, 1997
- Chiasmocleis carvalhoi (Nelson, 1975)
- Chiasmocleis centralis Bokermann, 1952
- Chiasmocleis cordeiroi Caramaschi & Pimenta, 2003
- Chiasmocleis crucis Caramaschi & Pimenta, 2003
- Chiasmocleis gnoma Canedo, Dixo, & Pombal, 2004
- Chiasmocleis haddadi Peloso, Sturaro, Forlani, Gaucher, Motta, & Wheeler, 2014
- Chiasmocleis hudsoni Parker, 1940
- Chiasmocleis lacrimae Peloso, Sturaro, Forlani, Gaucher, Motta, & Wheeler, 2014
- Chiasmocleis leucosticta (Boulenger, 1888)
- Chiasmocleis mantiqueira Cruz, Feio, & Cassini, 2007
- Chiasmocleis mehelyi Caramaschi & Cruz, 1997
- Chiasmocleis papachibe Peloso, Sturaro, Forlani, Gaucher, Motta, & Wheeler, 2014
- Chiasmocleis royi Peloso, Sturaro, Forlani, Gaucher, Motta, & Wheeler, 2014
- Chiasmocleis schubarti Bokermann, 1952
- Chiasmocleis shudikarensis Dunn, 1949
- Chiasmocleis supercilialba Morales & McDiarmid, 2009
- Chiasmocleis tridactyla (Duellman & Mendelson, 1995)
- Chiasmocleis ventrimaculata (Andersson, 1945)
- Ctenophryne geayi Mocquard, 1904
- Dasypops schirchi Miranda-Ribeiro, 1924
- Dermatonotus muelleri (Boettger, 1885)
- Elachistocleis bicolor (Guérin-Méneville, 1838)
- Elachistocleis bumbameuboi Caramaschi, 2010
- Elachistocleis carvalhoi Caramaschi, 2010
- Elachistocleis cesarii (Miranda-Ribeiro, 1920)
- Elachistocleis erythrogaster Kwet & Di-Bernardo, 1998
- Elachistocleis helianneae Caramaschi, 2010
- Elachistocleis magnus Toledo, 2010
- Elachistocleis matogrosso Caramaschi, 2010
- Elachistocleis muiraquitan Nunes-de-Almeida & Toledo, 2012
- Elachistocleis piauiensis Caramaschi & Jim, 1983
- Elachistocleis surumu Caramaschi, 2010
- Hamptophryne alios (Wild, 1995)
- Hamptophryne boliviana (Parker, 1927)
- Myersiella microps (Duméril & Bibron, 1841)
- Stereocyclops histrio (Carvalho, 1954)
- Stereocyclops incrassatus Cope, 1870
- Stereocyclops palmipes Caramaschi, Salles, & Cruz, 2012
- Stereocyclops parkeri (Wettstein, 1934)
- Otophryne pyburni Campbell & Clarke, 1998
- Synapturanus mirandaribeiroi Nelson & Lescure, 1975
- Synapturanus salseri Pyburn, 1975

### Odontophrynidae
Orde: Anura.
Familie: Odontophrynidae

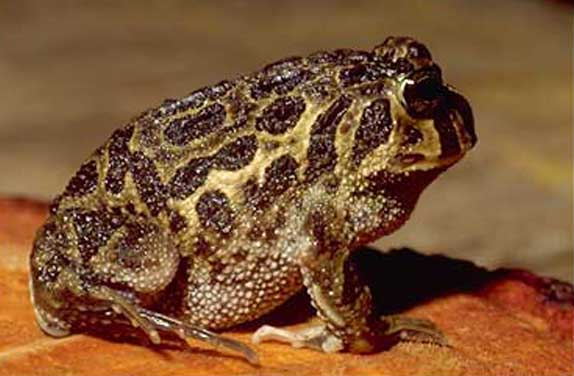
Odontophrynus americanus

- Macrogenioglottus alipioi Carvalho, 1946
- Odontophrynus americanus (Duméril & Bibron, 1841)
- Odontophrynus carvalhoi Savage & Cei, 1965
- Odontophrynus cultripes Reinhardt & Lütken, 1862
- Odontophrynus lavillai Cei, 1985
- Odontophrynus maisuma Rosset, 2008
- Odontophrynus monachus Caramaschi & Napoli, 2012
- Odontophrynus salvatori Caramaschi, 1996
- Proceratophrys appendiculata (Günther, 1873)
- Proceratophrys aridus Cruz, Nunes, & Juncá, 2012
- Proceratophrys avelinoi Mercadal de Barrio & Barrio, 1993
- Proceratophrys bagnoi Brandão, Caramaschi, Vaz-Silva, & Campos, 2013
- Proceratophrys belzebul Dias, Amaro, Carvahlo-e-Silva, & Rodrigues, 2013
- Proceratophrys bigibbosa (Peters, 1872)
- Proceratophrys boiei (Wied-Neuwied, 1824)
- Proceratophrys branti Brandão, Caramaschi, Vaz-Silva, & Campos, 2013
- Proceratophrys brauni Kwet & Faivovich, 2001
- Proceratophrys caramaschii Cruz, Nunes, & Juncá, 2012
- Proceratophrys carranca Godinho, Moura, Lacerda, & Feio, 2013
- Proceratophrys concavitympanum Giaretta, Bernarde, & Kokubum, 2000
- Proceratophrys cristiceps (Müller, 1883)
- Proceratophrys cururu Eterovick & Sazima, 1998
- Proceratophrys dibernardoi Brandão, Caramaschi, Vaz-Silva, & Campos, 2013
- Proceratophrys gladius Mângia, Santana, Cruz, & Feio, 2014
- Proceratophrys goyana (Miranda-Ribeiro, 1937)
- Proceratophrys huntingtoni Ávila, Pansonato, & Strüssmann, 2012
- Proceratophrys itamari Mângia, Santana, Cruz, & Feio, 2014
- Proceratophrys izecksohni Dias, Amaro, Carvahlo-e-Silva, & Rodrigues, 2013
- Proceratophrys laticeps Izecksohn & Peixoto, 1981
- Proceratophrys mantiqueira Mângia, Santana, Cruz, & Feio, 2014
- Proceratophrys melanopogon (Miranda-Ribeiro, 1926)
- Proceratophrys minuta Napoli, Cruz, Abreu, & Del Grande, 2011
- Proceratophrys moehringi Weygoldt & Peixoto, 1985
- Proceratophrys moratoi (Jim & Caramaschi, 1980)
- Proceratophrys palustris Giaretta & Sazima, 1993
- Proceratophrys paviotii Cruz, Prado, & Izecksohn, 2005
- Proceratophrys phyllostomus Izecksohn, Cruz, & Peixoto, 1999
- Proceratophrys pombali Mângia, Santana, Cruz, & Feio, 2014
- Proceratophrys redacta Teixeira, Amaro, Recoder, Vechio, & Rodrigues, 2012
- Proceratophrys renalis (Miranda-Ribeiro, 1920)
- Proceratophrys rondonae Prado & Pombal, 2008
- Proceratophrys rotundipalpebra Martins & Giaretta, 2013
- Proceratophrys sanctaritae Cruz & Napoli, 2010
- Proceratophrys schirchi (Miranda-Ribeiro, 1937)
- Proceratophrys strussmannae Ávila, Kawashita-Ribeiro, & Morais, 2011
- Proceratophrys subguttata Izecksohn, Cruz, & Peixoto, 1999
- Proceratophrys tupinamba Prado & Pombal, 2008
- Proceratophrys vielliardi Martins & Giaretta, 2011

### Pipidae
Orde: Anura.
Familie: Pipidae
- Pipa arrabali Izecksohn, 1976

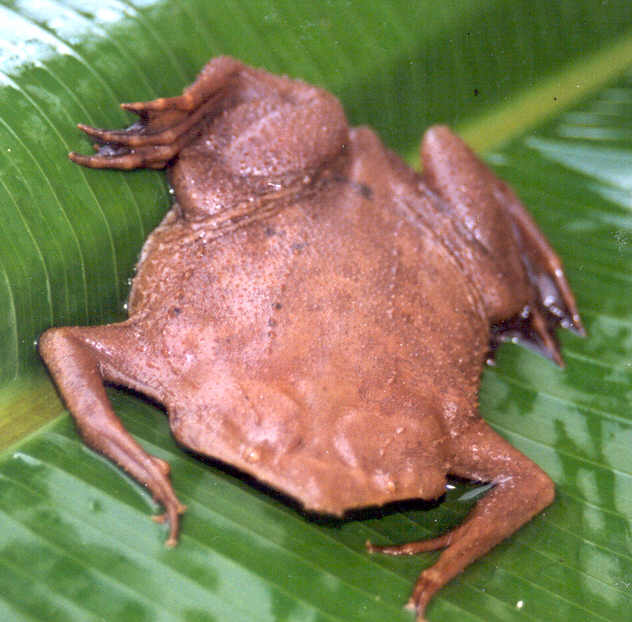
Pipa pipa

- Pipa carvalhoi (Miranda-Ribeiro, 1937)
- Pipa pipa (Linnaeus, 1758)
- Pipa snethlageae Müller, 1914

### Ranidae
Orde: Anura.
Familie: Ranidae

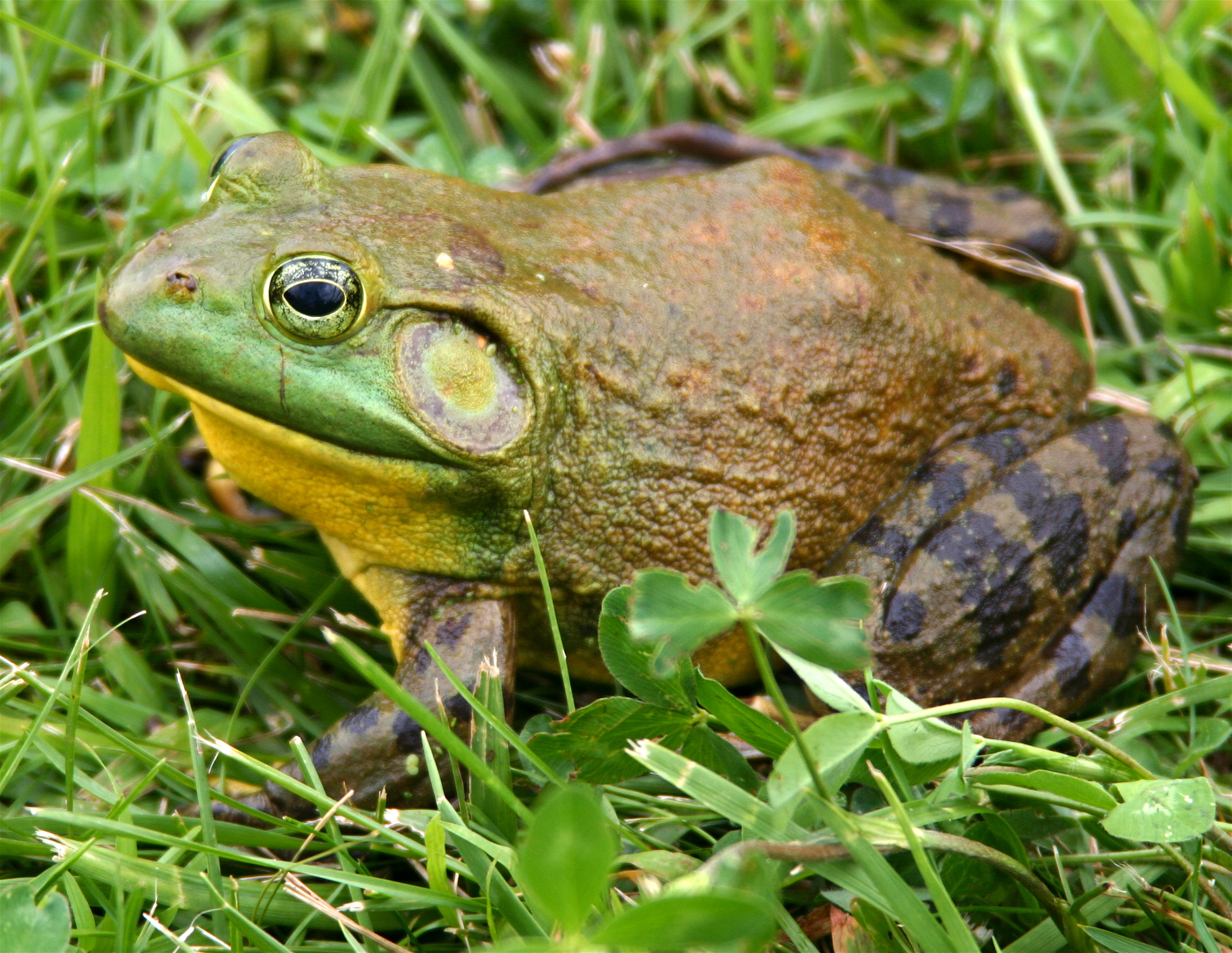
Lithobates catesbeianus

- Lithobates catesbeianus (Shaw, 1802)
- Lithobates palmipes (Spix, 1824)